# Angeli (Neon Genesis Evangelion)

L'angelo Adam nella sigla d'apertura della serie

Gli angeli (使徒?, shito, lett. "apostoli") sono delle entità immaginarie apparse nella serie televisiva anime Neon Genesis Evangelion, prodotta dallo studio Gainax e diretta da Hideaki Anno, e nell'omonimo manga di Yoshiyuki Sadamoto.
Nell'opera animata originale quasi tutti gli angeli sono gli antagonisti del genere umano che a più riprese cercano di raggiungere il quartier generale dell'agenzia speciale Nerv, situato nella città di Neo Tokyo-3. Essi hanno quasi tutti origine da un'entità chiamata Adam. Gli esseri umani, diciottesimo e ultimo esemplare di angelo, discendono invece da un essere simile ad Adam di nome Lilith, secondo angelo. Per contrastare la loro invasione la Nerv costruisce i mecha Evangelion, che dispongono come loro di un campo di forza chiamato AT Field.
Gli angeli appaiono in numerose opere tratte dalla serie animata, in diversi manga spin-off, videogiochi, visual novel, nell'ONA Petit Eva - Evangelion@School e nella tetralogia cinematografica Rebuild of Evangelion. I loro nomi, rivelati nel quattordicesimo e nel ventitreesimo episodio della serie, fanno riferimento agli omonimi angeli della tradizione giudaico-cristiana, con la sola eccezione di Adam e di Lilith. Le caratteristiche e le funzioni specifiche di ogni angelo ricalcano intenzionalmente quelle del proprio omonimo nelle antiche fonti sacre. Il loro design varia considerevolmente da esemplare a esemplare ed è stato elogiato dalla critica e dagli appassionati di animazione, influendo su delle serie animate seguenti.

## Significato del nome e ideazione
Durante la realizzazione di Neon Genesis Evangelion si decise di impostare l'opera sul tema di una battaglia fra divinità ed esseri umani. In una delle bozze preliminari, pubblicata circa due anni prima della messa in onda, la Gainax inserì dei nemici chiamati apostolo (アポストロ?, aposutoro), concepiti come degli antichi reperti sparsi per l'intero globo terrestre e lasciati in letargo da una specie chiamata "prima razza ancestrale" (第1始祖民族?, dai'ichi shiso minzoku); nel progetto, vista la loro finalità, vennero indicati come semplici armi, senza quasi nessuna componente distintamente biologica. Secondo Gualtiero Cannarsi, dialoghista che si occupò della prima edizione italiana della serie, per l'idea di fondo i membri dello studio Gainax potrebbero essersi ispirati a La sentinella e 2001: Odissea nello spazio di Arthur C. Clarke e al Ciclo dei giganti di James P. Hogan; gli apostolo in tale scenario sarebbero stati i servitori e apostoli del gigante Adam, sentinella divina di una lontana razza aliena formatasi molto tempo prima dell'umanità, attingendo dalle tematiche evoluzionistiche e fantascientifiche di Hogan.
I nemici nelle intenzioni iniziali degli autori sarebbero stati ventotto; il primo di loro, Adam, sarebbe stato ritrovato nella regione del Mar Morto, ma distrutto in una esplosione verificatasi quindici anni prima degli eventi della serie. Lo scenario iniziale prevedeva inoltre l'introduzione di due apostolo chiamati Shateiel (シャテイエル?, Shateieru), detto "angelo del silenzio", e Turel (テゥレル?, Tureru), "la roccia di Dio". Il primo, descritto come «un'arma composta di luce condensata allo stato solido», avrebbe presentato un corpo poligonale perfettamente regolare, e sarebbe stato dotato di un organo a forma di cristallo rotante capace di catturare l'energia elettromagnetica dell'ambiente circostante e scagliarla contro i propri nemici. Il secondo, invece, venne concepito per comparire nel dodicesimo episodio della serie,  (18秒の奇跡?, 18-byō no kiseki); Turel avrebbe eseguito un attacco esplosivo autodistruttivo usando il proprio stesso corpo. Durante la produzione il progetto fu accantonato, ma le idee furono riciclate per gli angeli Ramiel e Sahaquiel. L'aspetto di Turiel, in particolare, è stato paragonato dalla scrittrice Virgine Nebbia all'imperatore Neo di Nadia - Il mistero della pietra azzurra.

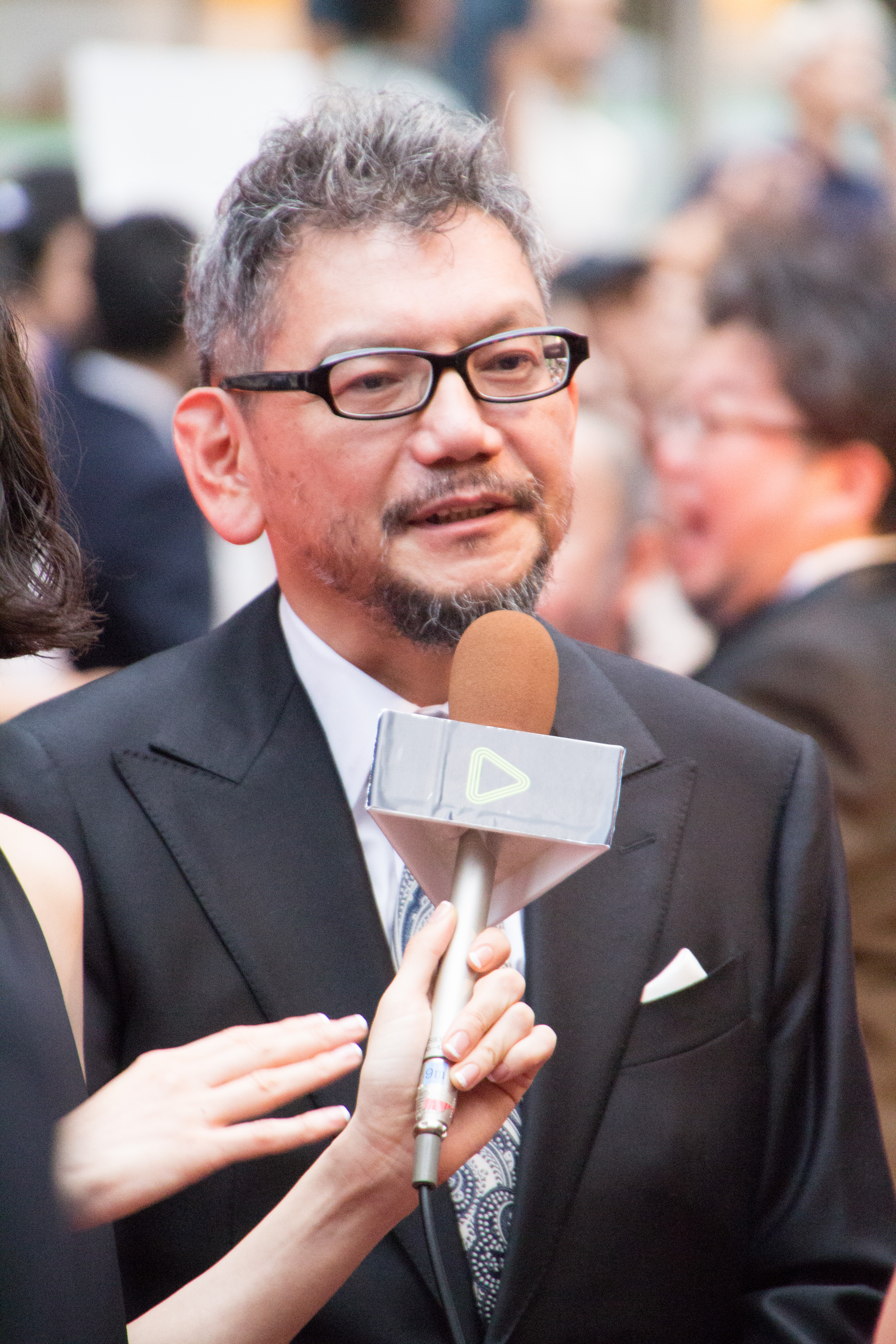
Hideaki Anno, regista e sceneggiatore di Evangelion

La prima puntata avrebbe presentato uno scontro fra l'Eva-01, pilotata da Rei, e un angelo di nome Raziel, in seguito sostituito dall'angelo Sachiel; Raziel, inoltre, descritto nel progetto originale come un «angelo di metallo», avrebbe avuto dei connotati più antropomorfi rispetto a Sachiel, simili a quelli di un gigante. Nel ventiquattresimo episodio, intitolato Ora, il tempo promesso (今、契約時間?, ima, keiyaku jikan), ci sarebbe stata una grande battaglia lunare contro dodici apostolo; gli esseri umani avrebbero compreso la propria impotenza di fronte alla schiacciante superiorità dei nemici e si sarebbe avvicinato «il tempo promesso». Per il loro numero gli autori si ispirarono ai dodici apostoli dell'Agnello menzionati nel libro dell'Apocalisse, ma l'idea dello scontro multiplo sul suolo lunare venne abbandonata e riciclata per la battaglia contro i Mass Production Model, presentata nella conclusione cinematografica del 1997.
In un altro scenario fu contemplata l'esistenza di due antiche civiltà preistoriche apparse sul pianeta Terra prima dell'effettiva comparsa dell'umanità e dotate di tecnologie avanzate. La prima delle due, nota come "prima razza ancestrale", avrebbe creato gli umanoidi artificiali Evangelion, che si sarebbero poi ribellati ai propri creatori, causandone l'estinzione. In seguito all'avvenimento una "seconda razza ancestrale" avrebbe creato la lancia di Longinus nel tentativo di sconfiggerli, spargendo gli angeli per il globo terrestre in stato quiescente come contromisura nel caso in cui qualcuno avesse tentato di riattivare gli umanoidi. In una bozza del ventunesimo episodio della serie Misato avrebbe menzionato l'origine dei nemici, dicendo: «So che gli angeli non sono soltanto delle armi lasciate dalla prima razza ancestrale». Secondo Nebbia il personale potrebbe essersi ispirato a Nadia e Nausicaä della Valle del vento per lo scenario della serie e l'idea di antiche civiltà preistoriche distrutte dalle proprie stesse creazioni, mentre per il tema del contrasto fra Adam e Lilith la Gainax potrebbe aver preso spunto dalle opere di Daijiro Morohoshi. Nebbia inoltre ha paragonato il nucleo degli angeli al Color Timer di Ultraman, e l'AT Field alla barriera dell'Ide di Densetsu kyojin Ideon.
Nella versione finale degli eventi gli angeli furono ridenominati e indicati nei dialoghi dei personaggi con il vocabolo shito (使徒? lett. "apostoli"), e non con il termine tenshi (天子?), con cui vengono invece indicati gli angeli della tradizione cristiana. All'interno della finzione narrativa della serie la Gainax scelse di affiancare la traduzione inglese angel, "messaggero", scritto in caratteri latini, leggibile nei grafemi e in scritte in sovrimpressione, come nel caso dei computer della Nerv. Nella religione cristiana il termine greco apostolos (απόστολος), "inviato", "messaggero", indica i dodici discepoli che Gesù Cristo, nel vangelo secondo Luca, sceglie fra i propri seguaci in onore delle dodici tribù di Israele. I loro nomi non sono quelli degli apostoli di Cristo, ma di diversi angeli menzionati negli scritti religiosi. Michael House, unico membro americano della Gainax, protestò riguardo alla giustapposizione dei due termini, ma nonostante le critiche Hideaki Anno decise comunque di mantenere la doppia denominazione dei nemici.
In una delle bozze preliminari della serie il supercomputer della Nerv, il Magi System, avrebbe assegnato un nome a ciascuno di loro. Il regista diede direttive generali per la progettazione di ogni esemplare. Le loro forme indefinite diventarono un riflesso dei sentimenti della sua generazione, rispecchiando il clima che si respirava nel suo paese negli anni novanta. Durante la messa in onda dell'opera infatti l'economia e la società nipponiche erano percepite dal suo stesso popolo come intrinsecamente corrotte e decadenti, senza che nessuno potesse rintracciarne le cause, rendendo ambiguo lo stesso concetto di nemico. Il nemico del Giappone del ventesimo secolo, secondo Anno, non era né di natura politica, né definito, come nel caso della setta religiosa Aum Shinrikyō, che nel marzo del 1995 attentò alla metropolitana di Tokyo con del gas sarin. Gli angeli e il personaggio di Gendō Ikari dunque furono rappresentati come degli esseri amorfi, perché per lo stesso regista il concetto di nemico è indefinito, così come la società, il Giappone, l'animazione e gli appassionati di anime. Il loro design venne affidato a diversi artisti, come Mahiro Maeda, che disegnò Gaghiel e Israfel, e Yoshitō Asari, che ideò Sachiel, Shamshel e Zeruel. Il personale evitò di rappresentarli antropomorfi, perché sarebbe stato più impegnativo dal punto di vista produttivo; mentre nei primi due episodi, in cui compare Sachiel, il personale aveva abbastanza risorse da assumere animatori e la cosa ha funzionato, già nel quinto e nel sesto si cambiò rotta. Il loro codice identificativo, "Blood Type - Blue", è un omaggio al titolo inglese del lungometraggio fantascientifico Blue Christmas di Kihachi Okamoto, autore apprezzato e influente per Anno. In alcune dottrine della cabala ebraica, inoltre, gli angeli non sono concepiti come delle entità aliene, ma come esseri presenti nella creazione e risvegliatisi da poco.

## Caratteristiche

Quasi tutti gli angeli posseggono una sfera rossa chiamata nucleo

Gli angeli sono esseri organici la cui struttura microscopica è di natura sia particellare, sia ondulatoria, e pertanto caratterizzati dal dualismo onda-particella della luce. All'inizio della serie non se ne conoscono gli obiettivi, né le cause che muovono il loro agire. Ignota è la ragione del loro appellativo, tradizionalmente associato al concetto di divinità. Anche l'agenzia speciale Nerv con le sue conoscenze scientifiche non è in grado di analizzarne le modalità d'azione, ma tutti sembrano attratti da un angelo rinchiuso nella sezione più profonda del quartier generale dell'organizzazione, il Terminal Dogma, chiamato Lilith. Il loro corredo genetico presenta un grado di affinità pari al 99,89% con quello dell'uomo. Possono avere forme differenti, da quelle vagamente antropomorfe a quelle di un solido geometrico, e dimensioni ugualmente variabili. Molti sono dotati di una sfera di colore rosso conosciuta come "nucleo", o "sfera di luce", organo che sembra rappresentare la loro principale fonte energetica e punto debole. Altra peculiarità degli angeli è il "frutto della vita", un organo dalla natura ignota responsabile delle loro capacità rigenerative. L'umanità, ultimo esemplare di angelo, dispone invece del "frutto della conoscenza".
Universale è la loro capacità di generare un campo di forza chiamato AT Field, analogo a quello delle unità Evangelion, e di rigenerare i propri tessuti. Si ipotizza che il nucleo possa essere alla base della forza motrice nota come elemento S². I loro nomi e i loro attacchi sono stati profetizzati nei rotoli del mar Morto, antichi documenti in possesso di un'organizzazione segreta chiamata Seele, ma poche persone sembrano esserne consapevoli, anche all'interno della Nerv stessa. Sconosciuta è la ragione per la quale compaiano a Neo Tokyo-3 uno alla volta, senza attaccare mai collettivamente. Nel primo episodio il comandante Ikari e il vicecomandante Fuyutsuki, osservando Sachiel e la sua rigenerazione, sostengono che l'angelo ha acquisito una razionalità propria; Gendō aggiunge che: «Se non ne fosse in grado non sarebbe usato come arma individuale».
Nella sequenza iniziale della diciassettesima puntata, cioè dopo la comparsa di Leliel, Misato Katsuragi sostiene che «l'ipotesi di un'azione sistematicamente organizzata degli angeli risulta inverificabile», e un membro di una misteriosa organizzazione nota come Commissione per il perfezionamento dell'uomo sostiene che: «Le loro azioni sono chiaramente indipendenti, almeno finora»; sciolta la riunione, il direttore della Nerv, Gendō Ikari dichiara che essi «stanno iniziando ad acquisire la conoscenza». Secondo lo scrittore Satoshi Tsukamoto la frase significa che gli angeli «cercano di acquisire capacità tali da competere e controllare gli esseri umani». Per lo scrittore Kitamura inoltre gli angeli durante la serie riuscirebbero progressivamente a comunicare con gli Eva e mandare dei messaggi a Shinji. Secondo una guida sulla serie contenuta in un manuale del gioco di carte Neon Genesis Evangelion RPG (新世紀エヴァンゲリオンRPG?, Shinseiki Evangerion RPG) esiste una connessione fra i vari esemplari; ogni angelo sembra essere un superamento evolutivo del precedente, e il fatto che attacchino uno alla volta suggerisce che siano consapevoli dello stato di ciascuno degli altri esemplari e che reagiscano di conseguenza. Per verificare l'eventuale natura di un angelo la Nerv analizza il diagramma d'onda di oggetti non identificati, indicato con l'espressione inglese "Blood Type: Blue", traducibile come "gruppo sanguigno blu".

## Elenco degli angeli

### Adam
Adam (アダム?, Adamu) è il capostipite di quasi tutti gli altri angeli. Nella serie animata originale è rappresentato come un gigante di luce (ひかりの巨人?, hikari no kyojin) con le fattezze simili a quelle di un Evangelion. Viene rinvenuto in Antartide dal gruppo di ricerca Katsuragi, che inizia a esaminare la sua fonte energetica, un motore a energia perpetua detto elemento S². Il 13 settembre 2000 gli scienziati lo risvegliano applicando la cosiddetta teoria del Super-Solenoide, ma a causa di un incidente occorso durante l'esperimento avviene una catastrofe d'impatto planetario ricordata come Second Impact, durante la quale viene ridotto in stato embrionale. Dietro l'avvenimento si cela la setta segreta Seele, votata alla ricerca del "sentiero per l'Adam Qadmon" (アダム・カダモンへの道?, Adamu kadomon e no michi), «l'avvento di una divinità immortale e eterna». Ryōji Kaji dopo diversi anni lo trasporta fino al quartier generale della Nerv, consegnandolo al direttore dell'agenzia, Gendō Ikari, il quale lo definisce «la chiave del Progetto del perfezionamento dell'uomo» e «il primo essere umano». Nel diciassettesimo angelo, Tabris, viene racchiusa la sua anima, mentre il suo embrione viene impiantato nel corpo dello stesso Ikari.

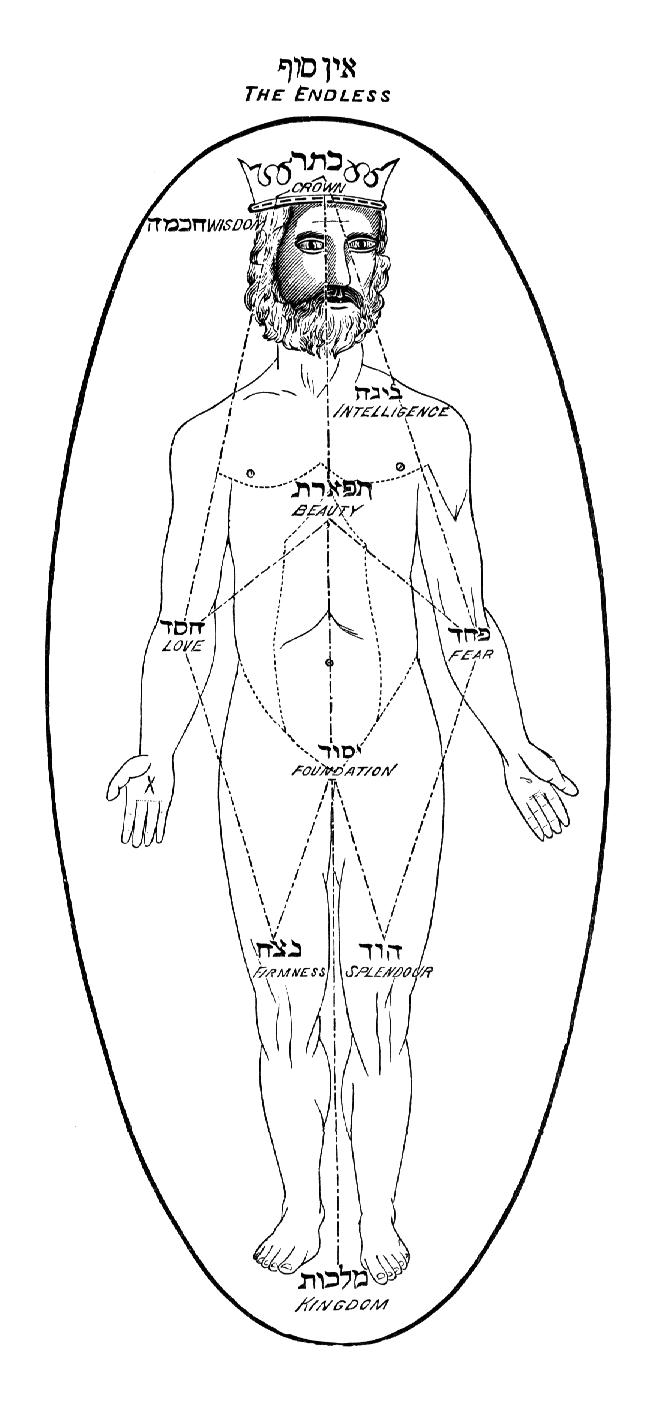
Rappresentazione grafica di Adam Qadmon e dell'albero della vita

Adamo, secondo il libro della Genesi dell'Antico Testamento, è il primo essere umano mai esistito, creato da Dio a Sua immagine e somiglianza. Sull'origine etimologica del nome Adam (in ebraico אָדָם‎?, "uomo") sono state formulate varie teorie, per le quali significherebbe "terra", "rosso" o "creato". Da Adamo, stando a quanto narrato nella sacra scrittura, sarebbe stata poi creata la prima donna, Eva. Nel ventunesimo episodio di Neon Genesis Evangelion viene rivelato che gli Evangelion sono stati creati a partire da materiale biologico proveniente da Adam. La scrittrice Virginie Nebbia ha paragonato l'arrivo di Adam sulla Luna Bianca a quello di Bemular, il primissimo nemico di Ultraman, su una sfera di colore blu. Secondo Nebbia inoltre l'aspetto luminescente di Adam durante il Second Impact ricorda quello del gigante di luce di Ultraman 80.
Kaworu Nagisa nel ventiquattresimo episodio afferma che «coloro che provengono da Adam devono ritornare ad Adam»; la battuta è stata collegata al pensiero cabalistico ebraico, in cui Adamo viene talvolta descritto come una sorta di divinità, un essere capace di dare vita e, al tempo stesso, un'entità a cui tutte le cose sono destinate a tornare alla fine dei tempi. Nella terminologia ermetica l'umanità in stato di perfezione mentale e spirituale viene indicata con il nome di Adam Qadmon. L'angelo è stato inoltre paragonato all'Adamo di alcuni testi cabalistici, in cui il primo uomo, prima del peccato originale, viene rappresentato sotto forma di un gigantesco essere luminescente. Nel pensiero cabalistico viene avanzata l'idea che tutte le creature, senza alcuna eccezione, siano basate su Adam Qadmon, rimanendo in uno stato di incompletezza. Nella cabala inoltre Adamo è raffigurato come un essere androgino. Nella serie Kaworu descrive Adam come la «madre» degli altri angeli. Un essere chiamato Adam, «il primo essere umano», era stato introdotto nella serie Nadia - Il mistero della pietra azzurra, prodotta dalla Gainax e uscita prima di Evangelion.

### Lilith
Lilith (リリス?, Ririsu) è il secondo angelo. È conservato nel Terminal Dogma, la sezione più sotterranea del quartier generale della Nerv. Il suo volto è coperto da una maschera su cui sono disegnati i sette occhi di un simbolo chiamato emblema della Seele. Ha le sembianze di un gigante antropomorfo di colore bianco con le mani inchiodate a una croce rossa e privo degli arti inferiori, al posto dei quali presenta piccole gambe umanoidi. Nel suo petto è conficcata la lancia di Longinus, particolare questo che, insieme alla crocifissione, avvicina la sua figura a quella di Cristo; quando la lancia viene estratta, la parte monca del corpo di Lilith si rigenera istantaneamente. Sono pochi a conoscere la sua vera identità; anche a coloro cui è dato saperne l'esistenza viene fatto credere che si tratti del primo angelo Adam. Essa viene rivelata dall'angelo Tabris nel ventiquattresimo episodio della serie; lui stesso non riesce a identificare Lilith come tale se non dopo averla vista con i propri occhi. L'anima dell'angelo è custodita all'interno di Rei Ayanami; quando l'anima si unisce al corpo, inoltre, Lilith dà inizio al Third Impact, un evento in cui le anime di tutti gli esseri umani si fondono in un unico essere in sé completo. Nel lungometraggio The End of Evangelion il corpo dell'angelo, unendosi a Rei, assume le sembianze della ragazza e si ingrandisce fino a raggiungere le dimensioni della Terra, sviluppando un gigantesco AT Field.

Lilith sulla copertina del filmbook di Death

Misato definisce Lilith, assieme ad Adam, una «fonte di vita» dalla quale è scaturita poi il genere umano. Nel ventitreesimo episodio è visibile l'immagine di due giganti bianchi privi della parte inferiore e attaccati fra di loro, che secondo la Gainax sarebbero Lilith e l'unità Eva-01 nel periodo in cui la dottoressa Yui Ikari si offrì nel 2004 come cavia per un esperimento. Lilith, secondo alcune informazioni contenute nel videogioco Shin seiki Evangelion 2, sarebbe arrivata per casualità sul pianeta Terra durante il First Impact in un corpo celeste chiamato Luna Nera, mandato, assieme a una Luna Bianca di Adam, da una "prima razza ancestrale" aliena; gli angeli, dunque, sarebbero i legittimi successori di Adam e gli originari abitanti della Terra. Il videogioco, inoltre, sostiene che: «Alcuni angeli stavano tentando di raggiungere Lilith e annientare tutte le forme di vita. Altri non agivano seguendo un piano. Altri ancora hanno tentato di recuperare Adam, il loro progenitore».
Nell'antica Mesopotamia il nome Lilith (in ebraico לילית‎?) indicava uno spettro femminile notturno, nominato nel libro di Isaia dell'Antico Testamento. Nelle scritture rabbiniche si dice che fosse la prima moglie di Adamo e che dall'unione di Adamo e Lilith nacquero dei demoni chiamati Lilim. Il suo design venne elaborato da Mitsuo Iso, animatore e sceneggiatore di diversi episodi della serie. Secondo Sadamoto, character designer di Eva, nel progetto originale non era prevista la presenza di questo angelo, che fu introdotto in seguito alla messa in onda della serie e ad alcune ricerche del personale sulla religione cristiana, visto che «non toccare Lilith sembrò ferire l'orgoglio di Anno». La scrittrice Virginie Nebbia ha paragonato l'arrivo di Lilith sulla Luna Nera all'arrivo di Ultraman su una sfera rossa nella serie omonima.
Nella tetralogia Rebuild of Evangelion Lilith viene presentata come tale fin dall'inizio; Misato Katsuragi la definisce «l'origine della vita» sul pianeta Terra, nonché «il fondamento della sua fine». Nella saga il suo aspetto ha subito delle modifiche apportate dal fumettista Okama e Hideaki Anno: in Evangelion 1.0 presenta delle cicatrici sul petto, risultato di alcuni esperimenti scientifici, e la sua maschera, priva dei sette occhi della Seele, è simile a quella dell'angelo Sachiel. Secondo un opuscolo del Rebuild il vero scopo degli angeli sarebbe quello di raggiungerla e di fondersi con lei, ragion per cui tutti quanti attaccano alla volta di Neo Tokyo-3. Lilith è stata inoltre interpretata da Cine Facts come una rappresentazione dell'archetipo jungiano della Grande Madre, cioè la magica autorità del femminile; da un lato la protezione e la fecondità, dall'altro l'abisso tenebroso e ineluttabile. La tradizione ermetica, inoltre, prevede un pianeta ipotetico identificato come Luna Nera, conosciuto anche con il nome di Lilith.

### Sachiel
Sachiel (サキエル?, Sakieru) è il terzo angelo, il primo ad attaccare Neo Tokyo-3 dopo quindici anni il Second Impact. Si erge e cammina su due gambe ed è dotato di due braccia mobili e due mani prensili, ciascuna delle quali ha tre appendici simili a dita umane. Sulla parte alta del tronco dispone di un disco mobile di colore chiaro simile a un volto, in cui sono presenti due fori che si chiudono con ritmo irregolare come gli occhi di un essere vivente. Sui lati esterni delle gambe presenta due organi simmetrici mobili simili a branchie, grazie ai quali riesce ad agire sia in mare e sia sulla terraferma. Una volta sbarcato sulla terraferma l'angelo viene attaccato dalle forze armate delle Nazioni Unite, ma riesce a sopravvivere a pesanti raffiche di fuoco di carri armati e lanciarazzi e alla loro arma più potente, la mina N². L'attacco riesce a danneggiarne il volto, che Sachiel sostituisce con un secondo disco mobile, e a bloccare temporaneamente la sua avanzata. L'angelo durante la sosta si rigenera e dopo lo scontro apprende il funzionamento degli aerei da battaglia umani e riesce a replicarne l'efficacia, sviluppando l'abilità di lanciare raggi esplosivi. È capace di spiccare balzi a breve distanza rimanendo a bassa quota.

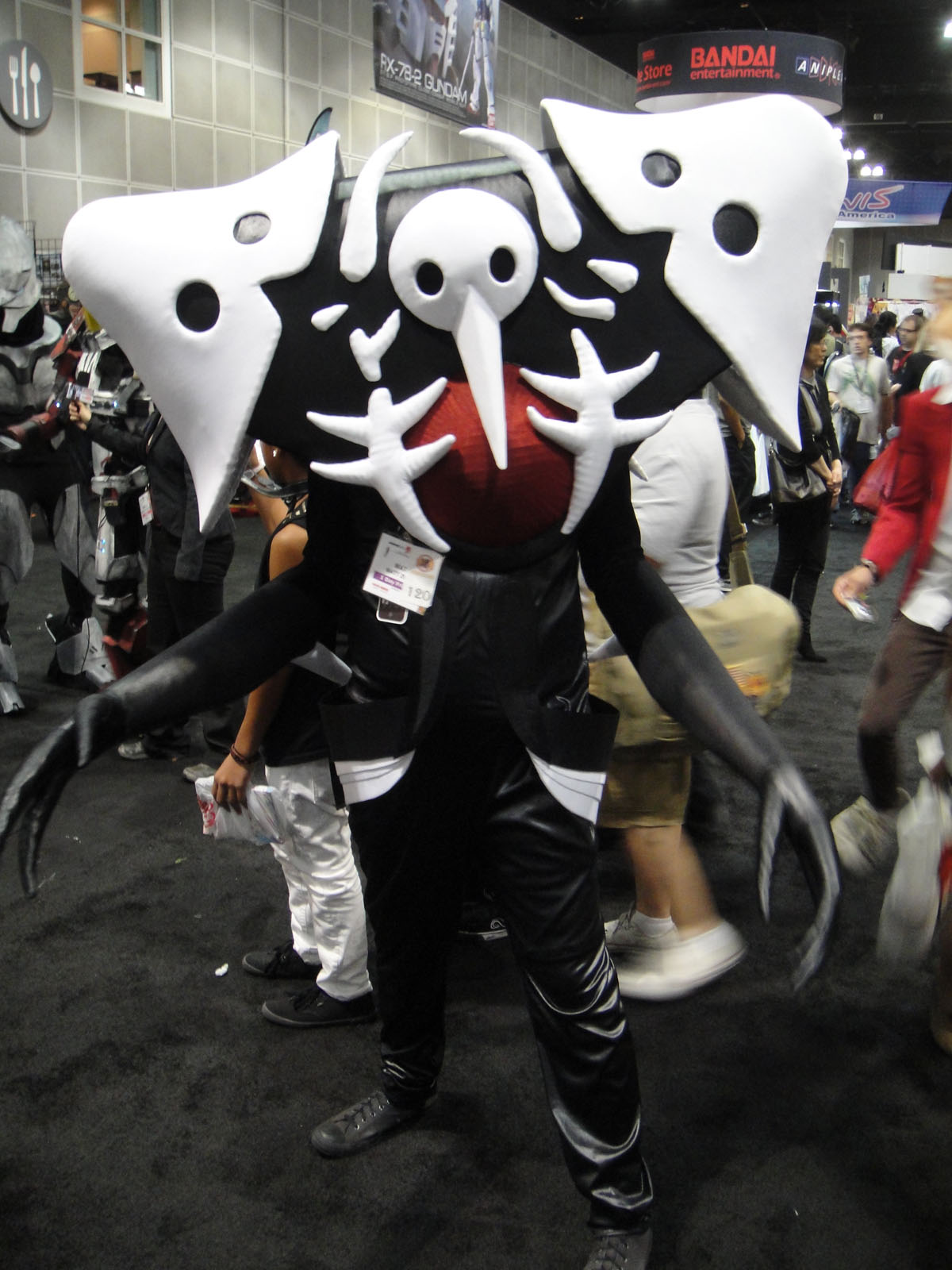
Un cosplay di Sachiel all'Anime Expo del 2011

Dal punto di vista bellico, al di là delle sue capacità di combattimento corpo a corpo, l'angelo può utilizzare una coppia di "lance protrattili" o "lance di luce" (光の槍?, hikari no yari), delle armi da punta luminescenti normalmente incorporate negli avambracci. Nel secondo episodio affronta in battaglia l'Eva-01, il quale, dopo aver neutralizzato il suo AT Field, gli spezza i due arti superiori. L'angelo, dopo essersi fluidificato e trasformato in un'unica sfera molle, si avvolge al corpo dell'umanoide in un attacco suicida, per poi esplodere in una sfera di fuoco.
Il nome Sachiel deriva da Zadkiel (in ebraico צָדְקִיאֵל‎?), il cui nome significa "copertura di Dio", che negli scritti religiosi è considerato l'angelo dell'acqua, in riferimento alla sua natura anfibia. Nella tradizione religiosa è annoverato nel coro dei cherubini, un coro di angeli che secondo l'Antico Testamento proteggono con delle lance di fuoco l'albero della vita, particolare che potrebbe essere ricondotto alle sue lance protrattili. Negli intenti iniziali degli autori l'angelo avrebbe dovuto combattere in mare contro l'Unità 02 nell'ottavo episodio, idea che venne accantonata e riutilizzata per Gaghiel. Sachiel è basato su Ishtar, un androide che compare nel manga Wahhaman di Yoshitō Asari; la sua schiena invece è ispirata a quella di un gatto. La sua figura in fase di storyboard aveva dei connotati diversi, e il suo scontro era simile a quelli di Ultraman. Il suo design inoltre ricorda i Plugsuit dei piloti d'Eva; entrambi i design presentano delle strutture rigide sulle spalle e sul torace, mentre le branchie sui fianchi dell'angelo ricordano le bande nere presenti sui fianchi delle tute. Nel primo episodio compare fra i palazzi della città sommersa di Odawara e viene attaccato da una fila di carrarmati posta sulla strada di Manazuru, fra Nebukawa e Yugawara.
Gli scrittori Sellés de Lucas e Hernández-Pérez hanno interpretato la seconda faccia a disco dell'angelo come un riferimento al libro di Ezechiele, nel quale i cherubini vengono descritti come degli esseri con quattro volti. Virginie Nebbia ha inoltre paragonato il suo design a Jamila di Ultraman e King Bockle de Kaettekita Ultraman. In Evangelion: 1.0 You Are (Not) Alone, primo capitolo della saga dei Rebuild, Sachiel viene indicato come quarto angelo invece che terzo. Nel suo nucleo luminescente gli autori hanno sovrapposto tramite la grafica computerizzata le immagini di una luce che si riflette su una distesa d'acqua e una della Via Lattea.

### Shamshel
Shamshel (シャムシェル?, Shamusheru) è il quarto angelo. Nell'anime è il secondo nemico in ordine di comparsa e si manifesta a sole tre settimane di distanza dall'attacco di Sachiel. Ha un aspetto vagamente simile a quello di un insetto. La sua forma fonde in una quella di un mollusco e quella di un cetaceo. Benché dotato di zampe, Shamshel si muove volando a bassa quota, a poche decine di metri dal suolo e a velocità ridotta, così da rendersi difficilmente individuabile dalle apparecchiature radar della Nerv. Sopra la testa presenta delle macchie circolari simili a occhi; quando attaccato riesce a colpire con precisione l'Unità 01 anche quando quest'ultima è sotto di lui e fuori dall'ipotetico campo visivo delle macchie, ragion per cui sembrerebbe da escludersi una loro funzione ottica. In combattimento usa due armi simili a fruste luminescenti dalle elevate capacità di perforazione e di taglio, che sul campo di battaglia si rivelano in grado di trapassare l'addome dell'Eva-01.

La doppia elica di un cromosoma. La disposizione e le coordinate dei segnali del quarto angelo corrispondono al 99.89% a quelle del patrimonio genetico umano

Shamshel ha un'intelligenza particolarmente sviluppata, che gli permette di essere preciso nei movimenti e di mutare disposizione in base alla situazione e al comportamento dell'obiettivo. Ciononostante viene abbattuto dall'unità, che perfora il suo nucleo con il Prog-Knife. Dopo la sconfitta il corpo esanime dell'angelo viene analizzato dagli scienziati della Nerv e chiuso in un cantiere di ricerca. Shamshel, facendo una stima delle dimensioni del prefabbricato che lo contiene, dovrebbe misurare fra i centocinquanta e duecento metri di lunghezza. La materia di cui è costituito è caratterizzata da una struttura ondulatoria la cui lunghezza d'onda corrisponde a quella della luce blu. Secondo le parole di Ritsuko Akagi è dalla sua analisi che si scopre che la mappa del DNA degli angeli corrisponde al 99,89% a quella del DNA umano.
Shamshel è ispirato alla figura di Shamshiel (in ebraico: שִׁמשִׁיאֵל), il cui nome significa "Sole di Dio", che nel libro di Enoch è uno dei grigori caduti ed è ritenuto l'angelo del giorno. Il nome, secondo le fonti ufficiali, costituisce un'allusione alla sua lotta con l'Unità 01, che si svolge in pieno giorno e termina poco prima del tramonto. Shamshiel attacca Neo Tokyo-3 da Manazuru. Il suo aspetto è simile a quello di un Alien Bira, una razza aliena apparsa in Ultraseven, ed è ispirato a quello di una creatura chiamata "l'extraterrestre di tre metri", il cui garage kit è stato realizzato da un'azienda associata alla Gainax chiamata General Products. Il suo scontro contro l'Eva-01 prende ispirazione in particolar modo dalle battaglie di Ultraman dirette da Akio Jissōji.
Nel Rebuild of Evangelion, a differenza della serie classica, è enumerato come quinto angelo; il suo interno contiene materia luminescente, mentre il corpo presenta sfumature semitrasparenti e dei tentacoli meccanici all'altezza del petto simili a ossa. Dopo la battaglia, come tutti gli angeli del Rebuild, il suo corpo si liquefà e spunta un arcobaleno. I suoi tentacoli rimangono sospesi in aria, mantenendo la propria forma; si presume che questo sia dovuto al contatto con l'Eva-01 e al suo AT Field. Nel corso del processo di animazione di Evangelion: 1.0 You Are (Not) Alone le due fruste dell'essere sono state disegnate interamente a mano dagli animatori. Durante lo scontro riesce, consapevole delle conseguenze, a recidere l'Umbilical Cable dell'Eva-01.

### Ramiel
Ramiel (ラミエル?, Ramieru) è il quinto angelo. Il suo corpo, identico a un ottaedro regolare, presenta una superficie lucida e levigata di colore blu. Dalla parte inferiore fuoriesce una lunga trivella dal diametro di 17,5 metri, che perforando il terreno arriva a sfiorare il quartier generale sotterraneo della Nerv. È fornito di un cannone a particelle accelerate, che, sfruttando la collisione di particelle subatomiche, emette un potente fascio luminoso di fotoni attraverso una fessura presente tra le due piramidi dell'ottaedro dalle elevate capacità di fusione. Il nucleo di Ramiel, a differenza di quello dei precedenti angeli, si trova all'interno del corpo e ciò potrebbe portare all'ipotesi di un mirato superamento del punto debole dei suoi predecessori e all'esistenza di loro capacità cognitive, mnemoniche ed evolutive collettive, oltre che individuali. Nel quinto episodio della serie Ramiel colpisce l'Eva-01 con il suo raggio di luce ancor prima dell'effettiva uscita in superficie del mecha. L'avvenimento lascia supporre che l'angelo sia in grado di rilevare la presenza e posizione di nemici anche nel sottosuolo.

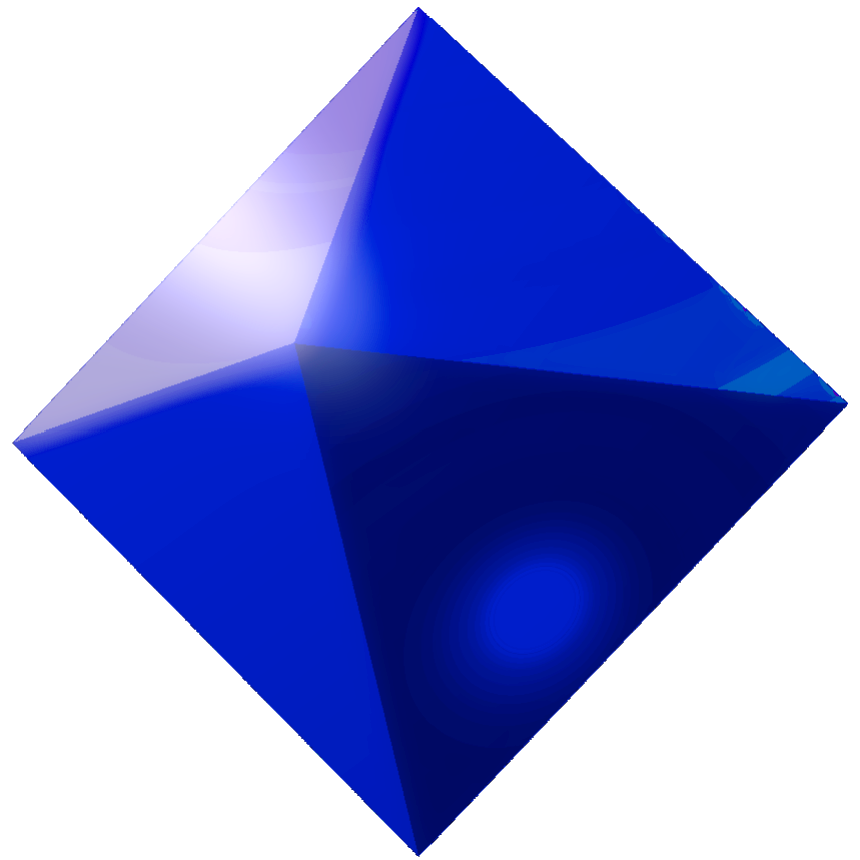
Le sembianze di Ramiel riprendono la costruzione di un ottaedro regolare

Per far fronte alla minaccia Misato Katsuragi elabora una strategia bellica detta Operazione Yashima, diretta al suo annientamento. Durante l'operazione Ramiel riesce ad attaccare nuovamente l'Eva-01, benché questo si trovasse al di fuori dell'area stimata di fuoco. Non è chiaro se fossero i calcoli della Nerv a essere errati o se sia stato l'angelo a essersi evoluto. Al termine dello scontro il mecha colpisce il bersaglio con un cannone a positroni, annientandolo definitivamente.
Come fonte d'ispirazione di Ramiel gli autori presero il mostro Pris-Ma (プリズ魔 ?, Purizu-Ma, lett. "Demone Pris"), introdotto nella serie Kaettekita Ultraman, di cui furono usati gli effetti sonori. L'aspetto di Ramiel è stato interpretato come un riferimento all'anime Ryo, un ragazzo contro un impero ed è stato paragonato ad alcune forme astratte visibili nelle scene finali del lungometraggio di Stanley Kubrick 2001: Odissea nello spazio. Noemi Mezzone di ProjectNerd.it invece ha paragonato la sua forma di prisma alla pietra azzurra di Nadia, precedente opera di Hideaki Anno. Il suo nome viene da Ramiel (in ebraico רעמיאל‎?), angelo dei tuoni, in riferimento al suo cannone di particelle. Negli intenti iniziali degli autori la sua fisionomia era diversa: in corrispondenza di ogni faccia dell'ottaedro avrebbe avuto un solido fluttuante a forma triangolare e il suo fascio di luce sarebbe stato di positroni; il suo corpo sarebbe stato inoltre alto trecento metri e il suo cannone avrebbe avuto una gittata di venti chilometri.
Nel primo lungometraggio del Rebuild, Evangelion: 1.0 You Are (Not) Alone, è indicato come sesto angelo e può trasformare la sua forma di ottaedro regolare in una certa varietà di solidi differenti. Per il design del Rebuild il personale prese spunto dal microrganismo Andromeda dell'omonima pellicola di fantascienza e un'immagine disegnata venti anni prima da un certo Takashi Watabe, raffigurante un corpo quadrimensionale in movimento in un mondo tridimensionale.

### Gaghiel
Gaghiel (ガギエル?, Gagieru) è il sesto angelo. Compare nell'Oceano Pacifico e si dirige all'attacco della flotta delle Nazioni Unite, impegnata nel trasporto marittimo dell'Eva-02. Nel suo aspetto esteriore Gaghiel ricorda una creatura acquatica: il suo corpo dispone di appendici simili a delle pinne e presenta una forma idrodinamica, che gli consente di spostarsi in acqua a grande velocità. Sulla zona superiore del corpo ha una piccola faccia a disco, collocata sopra la bocca e identica alle due facce a disco di Sachiel. L'angelo, pur non agendo secondo una strategia d'attacco ben definita, conduce un attacco a strapiombo sulla flotta navale usando la mole del proprio corpo, affondandone le navi. In prossimità dei propri obbiettivi spalanca la bocca e stringe i nemici fra le sue fauci. Il suo nucleo, a differenza di tutti gli angeli precedenti, è situato all'interno della cavità orale. Durante il combattimento si getta sulla portaerei Over the Rainbow e si dirige all'attacco dell'Eva-02, precipitata in mare nella zona di Itō. Il suo corpo, che raggiunge i seicento metri di lunghezza, lo rende di gran lunga il più grande e più imponente di tutti gli angeli visti prima di lui.
Per il suo annientamento si rende necessaria un'operazione condotta dall'Unità 02 in collaborazione con la flotta delle Nazioni Unite: il mecha, rimasto momentaneamente imprigionato tra le fauci dell'essere, neutralizza l'AT Field di quest'ultimo e riesce a spalancarne la bocca, così da permettere a due navi da guerra corazzate, evacuate e inabissate grazie alle valvole di Kings, di penetrare all'interno delle sue fauci e di fare fuoco sul nucleo del nemico. L'operazione ha successo e Gaghiel viene sconfitto da Asuka Sōryū Langley e Shinji Ikari. Secondo il copione originale per il piano avrebbero dovuto essere usate tre corazzate, ma in fase di realizzazione ne sono state disegnate due. Il comportamento dell'angelo, apparso in mare e non alla volta di Neo Tokyo-3, è imputabile alla presenza dello stesso Eva-02 o, più probabilmente, del primo angelo Adam, ambedue presenti sulle navi della flotta. Il suo nome fa riferimento a Gaghiel (in ebraico גגיאל‎?), detto anche Gagiel, Daghiel o Dagiel, che nel folklore giudaico-cristiano è l'angelo dei pesci. Il suo nome ebraico è traducibile come "ruggente bestia di Dio", un dettaglio che è stato interpretato come una possibile allusione al suo aspetto, simile a quello di una bestia che combatte in acqua.

### Israfel
Israfel (イスラフェル?, Isuraferu) è il settimo angelo. Come i precedenti si avvicina a Neo Tokyo-3 via mare, venendo intercettato dalle Unità 01 e 02 nel tratto di costa corrispondente all'attuale golfo di Suruga. Asuka Sōryū Langley, a bordo del suo Eva-02, lo colpisce con il suo Sonic Glaive dividendolo a metà. Dopo l'attacco l'angelo si rigenera in due parti, ambedue in grado di battersi individualmente. Sotto i loro attacchi i mecha vengono sconfitti e rientrano alla base, in attesa di un secondo confronto con il nemico. In seguito alla prima sconfitta degli Eva 01 e 02 viene attaccato dalle forze armate delle Nazioni Unite, che soprannominano i due individui-figli Kō e Otsu. Grazie al provvidenziale intervento dell'ONU si riesce ad arrestare temporaneamente la sua avanzata.

Il volto di Israfel ricorda lo taijitu, rappresentazione simbolica dei concetti taoisti di yin e yang

La principale caratteristica di Israfel risiede in tale capacità di scissione, simile a quella di un organismo monocellulare, e nella sua effettiva reversibilità: i due individui-figli possono riunirsi, formando di nuovo l'individuo-padre. Oltre al corpo l'angelo cambia colore e divide il proprio nucleo, che prima della divisione è posizionato al centro esatto del tronco. Tali peculiarità, assieme alla lucentezza del corpo, ricordano quelle del mercurio.
L'unico modo per sconfiggere Israfel, secondo Misato, è «un doppio attacco coordinato sul suo nucleo»: si suppone che fra i due individui-figli permanga una sorta di legame che ne accomuna i comportamenti e allo stesso modo la vulnerabilità. Dopo un processo di rigenerazione l'angelo si fonde di nuovo, così da riacquistare il suo aspetto originario e ricominciare la sua avanzata. Nel secondo scontro con le unità Israfel imita le armi usate contro di lui nella prima battaglia, lanciando contro gli Eva dei raggi dall'alto potenziale distruttivo e utilizzando i propri arti superiori come lame. Durante il combattimento lo 01 e lo 02, muovendosi perfettamente sincronizzati a tempo di musica, attaccano l'angelo. Israfel si divide come nello scontro precedente, e le due unità spiccano un salto nel cielo, sferrandogli un calcio sincronizzato che riesce a distruggerne i nuclei.
Il settimo angelo prende il nome dal messaggero della musica e della risurrezione, Israfil (in arabo إسرافيل‎?). Nella cabala ebraica e nella cultura islamica è l'angelo incaricato di soffiare la tromba nel giorno del Giudizio universale, dettaglio collegato all'attacco dell'Eva-01 e 02, armonizzato su una melodia di sessantadue secondi. La sua funzione di angelo della resurrezione è stata interpretata come un'allusione alla sua capacità di scissione, grazie alla quale riesce a rigenerarsi dopo un'apparente sconfitta. Virginie Nebbia ha accostato la sua figura a Pestar di Ultraman. I nomi con cui la Nerv chiama i due individui generati dalla scissione di Israfel, Kō e Otsu, equivalgono agli occidentali A e B, le tipiche nomenclature schematiche attribuite ai primi due elementi di una serie. I termini Kō e Otsu provengono dalla serie dei cosiddetti "tronchi celesti", dieci kanji corrispondenti ai giorni delle decadi in cui si usava dividere in Giappone i mesi dell'anno nell'antichità. Il primo scontro fra gli Eva e Israfel è opera di Fuminori Kizaki; la prima metà della battaglia musicale invece è stata curata da Keisuke Watabe, mentre la seconda metà della sequenza è stata curata da Yutaka Nakamura.

### Sandalphon
Sandalphon (サンダルフォン?, Sandarufon) è l'ottavo angelo. Viene rilevato all'interno del cratere vulcanico del Monte Asama in uno stato simile a quello di un embrione umano racchiuso in una crisalide, in cui sono visibili un paio di gambe, due braccia dotate di cinque dita per ciascuna mano, un corpo provvisto di una piccola coda e una testa completa di occhi. La Nerv decide di avviare un tentativo diretto di cattura; l'essere si risveglia durante la fase di prelievo e muta il suo corpo in un breve lasso di tempo: a seguito della tempestiva metamorfosi Sandalphon dà luogo a una schiusa, mutando la propria forma. Nella sua forma finale il suo corpo ricorda il pesce Limanda, sia nella forma, sia nella disposizione delle pinne e degli occhi, posizionati in coppia sul lato sinistro della parte frontale del dorso. Si scontra con l'Eva-02, dando prova di elevate capacità di resistenza fisica.

Le tre sezioni principali del corpo di un trilobite. Per il design di Sandalphon gli autori di Neon Genesis Evangelion si sono ispirati a tali caratteristiche creature preistoriche

Il suo nucleo è con ogni probabilità celato all'interno del corpo, ragion per cui non risulta visibile in nessun momento dell'osservazione. Durante il combattimento Asuka e altri membri della Nerv, ricorrendo al concetto di dilatazione termica, elaborano un piano per sconfiggerlo definitivamente. L'Eva-02, sfruttando il liquido di raffreddamento del suo equipaggiamento, fa subire a Sandalphon una termo-costrizione risultante nel danneggiamento della sua stessa struttura corporea.
Il suo nome allude a Sandalphon (in ebraico סָנְדַלְפוֹן‎?), che nel misticismo giudaico-cristiano viene indicato come l'angelo degli embrioni e dei bambini non ancora nati. Secondo la tradizione ebraica è incaricato di differenziare il sesso dei futuri nascituri, in riferimento alla sua fase di crisalide. Durante la sua metamorfosi gli autori della serie decisero di inserire una voce lamentosa di sottofondo, per la quale fu usato il pianto modificato di un bambino piccolo. Il suo design è ispirato alle sembianze di esseri viventi preistorici, come il trilobite e l'anomalocaris, un predatore estinto vissuto nel periodo del Cambriano e che era al centro di dibattiti scientifici negli anni della prima messa in onda della serie.
La battaglia contro Sandalphon prende ispirazione dal romanzo Spedizione Sundiver. Negli intenti iniziali degli autori l'idea di un tentativo di cattura di un nemico era prevista per l'undicesimo episodio, mentre il decimo avrebbe presentato un angelo che attacca durante un black out della Nerv. Secondo una guida sulla serie originale contenuta nel gioco Neon Genesis Evangelion RPG l'episodio di Sandalphon suggerirebbe che gli angeli siano nascosti in varie parti del globo in stato dormiente e sotto forma di larva. Un fascicolo ufficiale sulla serie ha collegato la sua comparsa al libro di Enoch, ove il Cielo, ritenuto la dimora degli angeli di Dio, indicherebbe un posto in realtà presente sulla Terra; la scoperta di Sandalphon nel monte Asama proverebbe che gli angeli «non si trovano in una dimensione diversa dalla nostra, ma esistono nel nostro medesimo mondo».

### Matarael
Matarael (マトリエル?, Matorieru), conosciuto anche con il nome di Matriel, è il nono angelo. Le sue sembianze ricordano un aracnide artropode chelicerato. A differenza degli artropodi però presenta un unico corpo centrale dalla cui parte superiore si protendono quattro lunghi ed esili arti sovradimensionati rispetto al resto della struttura, caratteristiche che lo rendono invece affine alla sottoclasse degli opilionidi.

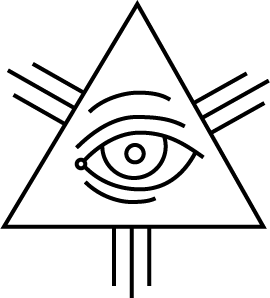
Sul corpo di Matarael sono presenti numerosi "occhi" inscritti in un triangolo equilatero, simili all'occhio della Provvidenza

Sul corpo centrale, simile a un solido geometrico ottenuto dalla sezione di ellissoide, sono evidenti nove disegni riconducibili alla stilizzazione dell'occhio umano. I primi otto appaiono inscritti in un triangolo equilatero, tranne l'ultimo, disposto al centro della sezione inferiore del corpo e per questo definito "occhio centrale", dal quale riversa, come lacrime, un liquido di colore ocra dall'elevato potere corrosivo sui suoi obbiettivi. È probabile che l'acido sia prodotto da una ghiandola esocrina disposta all'interno dell'angelo, dettaglio che traccia un'ulteriore analogia con gli aracnidi.
Viene rilevato per la prima volta nella baia di Sagami dalla sorveglianza radar del quartier generale di Fuchū delle forze armate delle Nazioni Unite, che lo identificano come ottavo angelo e non come nono, non essendo a conoscenza dell'esistenza di Lilith. Una volta sbarcato a terra Matarael invade Neo Tokyo-3 e decide di penetrare all'interno della Nerv corrodendo una saracinesca corazzata che porta al quartier generale dell'organizzazione.
L'angelo versa il proprio solvente nel pozzo scavato nel sesto episodio della serie dall'angelo Ramiel, e la sua strategia lascia avanzare l'ipotesi che sia memore delle azioni del suo predecessore. Si scontra con gli Eva 00, 01 e 02, che lo sconfiggono tramite dei colpi di arma da fuoco. Come fonte d'ispirazione gli autori hanno voluto creare qualcosa che richiamasse «una tartaruga capovolta». Il nome Matarael (in ebraico מטראל‎?), come altri angeli della serie, trova riscontro in un testo religioso chiamato libro di Enoch, ove viene descritto come l'angelo della pioggia. La citazione del Matarael di Evangelion si collega alla sua strategia offensiva e al suo potente acido corrosivo, che egli fa piovere sui nemici.

### Sahaquiel
Sahaquiel (サハクィエル?, Sahakwieru) è il decimo angelo. Fa la sua comparsa nell'orbita asteroidale e al di sopra dell'Oceano Indiano, usando il proprio stesso corpo come bomba. Il suo corpo, dalla forma perfettamente simmetrica, è simile a quello di alcuni organismi monocellulari, come le amebe. La sua figura risulta molto estesa, superando di decine di volte le dimensioni di un Eva, dettaglio che lo rende l'angelo più grande di Neon Genesis Evangelion. La sua pelle è di colore arancione, con piccoli inserti azzurri. Sul suo corpo sono presenti tre figure geometriche di colore giallo e verde, riconducibili alla stilizzazione di un occhio. Quello che sembra essere l'occhio centrale ospita il nucleo.
Prima di mettere in atto il suo attacco al quartier generale della Nerv Sahaquiel stacca alcune piccole porzioni della propria massa principale, dotate di un AT Field e di un elevato potere distruttivo, e le fa precipitare a terra come missili per correggere la propria traiettoria. La sua capacità di scissione, simile a quella di Israfel, sembra vicina alla gemmazione dei protozoi e dei mesozoi. Ha la facoltà di interferire materialmente con le apparecchiature militari della Nerv, distruggendo un satellite di ricerca e bloccando le comunicazioni terrestri nemiche con un jamming. Una volta arrivato su Neo Tokyo-3 viene bloccato dall'Unità 01, mentre il suo AT Field viene violato dall'Unità 00. L'Eva-02 ne distrugge il nucleo, sconfiggendolo definitivamente.
Per la sua ideazione gli autori si sono ispirati all'omonimo angelo menzionato nel terzo libro di Enoch, indicato come l'angelo dei cieli e guardiano del quarto cielo del Paradiso, un riferimento alla sua caratteristica strategia d'attacco aereo. Il nesso con la sua funzione di guardiano si concretizza nella sua forma allungata, che ricorda quella di un occhio deforme. Il nome Sahaquiel (in ebraico סהקיאל‎?) è traducibile inoltre come "ingegnosità di Dio", dettaglio interpretato come una possibile allusione ai suoi inediti utilizzi dell'AT Field. Il design è ispirato invece all'arte surrealista. Nel progetto iniziale era diverso, con un corpo tagliente a forma di stringa simile a quello di Armisael. Sadamoto disegnò la sua immagine per dimostrare che i nemici degli Eva possono essere o non essere antropomorfi, «come la Seele».
Nel Rebuild viene presentato come ottavo angelo. Il suo design, curato da Mahiro Maeda, presenta diverse modifiche: in Evangelion 2.0 il suo AT Field è così potente da distorcere la luce e il suo corpo, inizialmente sferico, si dipana e cambia forma, rivelando delle sagome umane. Nella parte inferiore del corpo sviluppa un'entità antropomorfa che trafigge le mani dell'Unità 01 con delle armi simili a lance, ideata dal regista Takeshi Honda. Hideaki Anno chiese a Takashi Watabe di curarne il nuovo design. Il design di Watabe introdusse delle innovazioni mantenendo l'immagine e la componente biologica dell'originale; sua fu l'idea del corpo sferico del nuovo Sahaquiel. Maeda in un secondo momento propose delle forme umane che danzano sul fondo della sfera. Nel video d'anteprima di 2.0 fu mostrato con un effetto a mosaico, così da nasconderne le fattezze e non rivelarle subito agli appassionati; solo in un secondo momento il personale diede una giustificazione narrativa alla cosa. Il design del nuovo Sahaquiel diede delle difficoltà agli animatori; il personale, visti i ristretti tempi di produzione, sperimentò e rifece le scene in stato di confusione, modificandole fino all'ultimo minuto. Masayuki, assistente alla regia, in fase di storyboard suggerì l'idea di farlo morire in un'ondata di sangue che allaga Neo Tokyo-3, ispirata alla tradizione tokusatsu e alla scena in cui Sapporo collassa in Nihon chinbotsu, serie televisiva giapponese fantascientifica del 1974.

### Iruel
Iruel (イロウル?, Irouru), noto anche con i nomi di Yroul, Yrouel o Ireul, è l'undicesimo angelo. In un primo momento si manifesta sotto forma di macchie corrosive su una parete del Sigma Unit del quartier generale della Nerv. In questa prima fase sembra comportarsi come un batterio anaerobico obbligato, forma di vita, cioè, che tende a non sopravvivere in presenza di alte concentrazioni di ossigeno. La Nerv tenta di debellarlo aumentando la presenza di ozono nell'aria, fallendo nel tentativo. A differenza di tutti i suoi predecessori non è un individuo singolo, bensì una colonia di angeli dalle dimensioni microscopiche, con individui grandi quanto nanomacchine. Tali singolarità, simili a dei batteri, sono riunite in un agglomerato che in breve tempo compie un'evoluzione così radicale da arrivare alla forma di un computer.

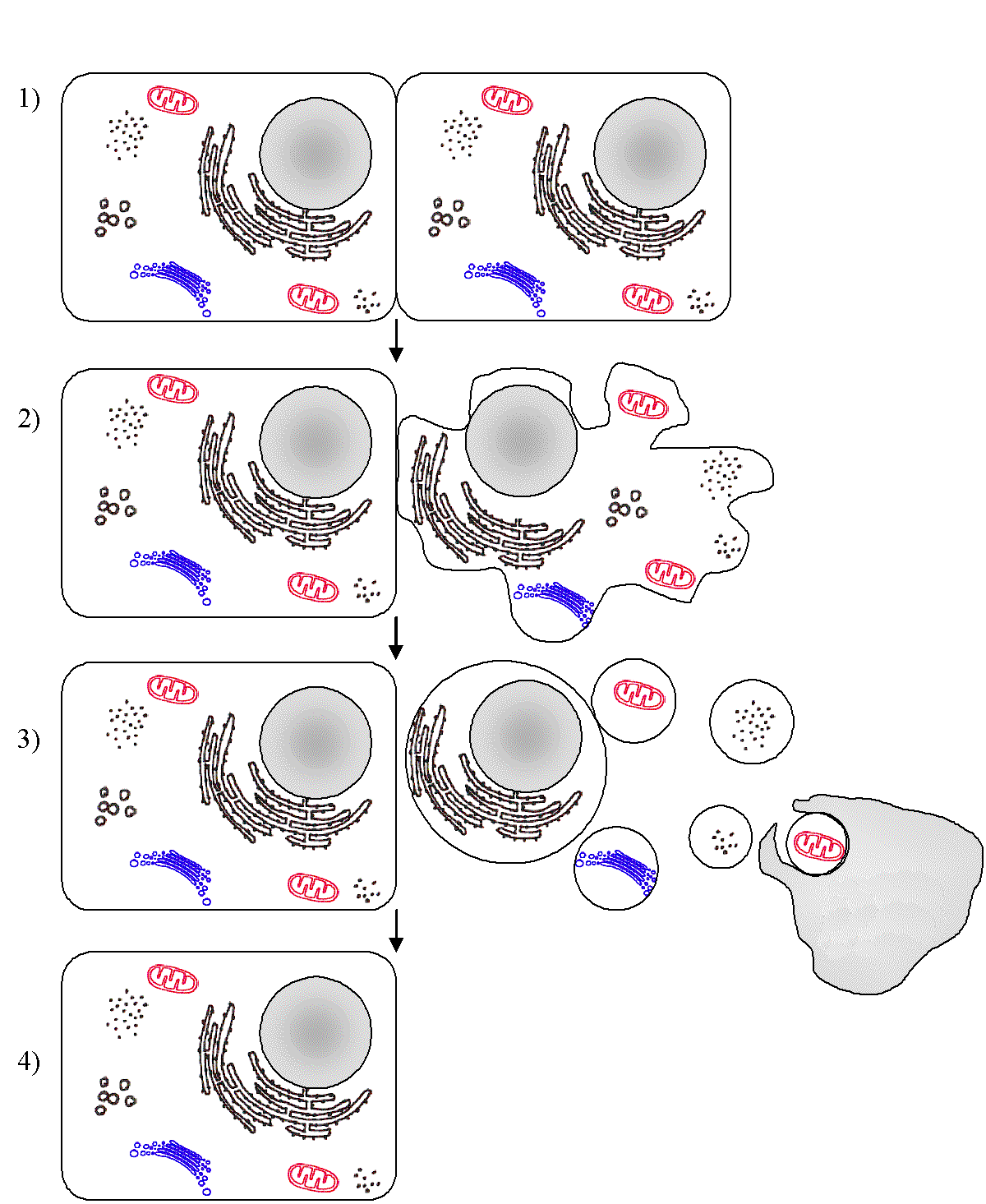
In risposta alla rapida evoluzione di Iruel, dopo aver riconosciuto che «il punto terminale dell'evoluzione è l'autoestinzione, la morte stessa», all'angelo viene proposto un programma volto a promuoverne l'autoestinzione, e Iruel, in conseguenza della sua evoluzione forzatamente stimolata, subisce apoptosi

Dopo aver acquisito le caratteristiche tipiche di un organismo vivente e di un circuito elettronico Iruel cerca il codice d'accesso ai tre supercomputer Magi, cuore pulsante della struttura, per attivare un programma di autodistruzione del quartier generale. La dottoressa Ritsuko Akagi fa fronte alla minaccia elaborando un piano strategico, credendo che sia meglio incrementare l'evoluzione del nemico e inserire un programma tale da farlo optare per la coesistenza con il Magi System: definita "hacking inverso", l'idea consiste nel favorire la penetrazione dell'angelo nell'ultimo dei Magi non ancora contaminato, Caspar, inducendolo ad autoestinguersi. Grazie al programma di Ritsuko Iruel viene sconfitto, il quartier generale viene messo in salvo e il computer centrale torna alla modalità ordinaria.
L'idea di una battaglia contro un nemico invisibile è stata suggerita dall'animatore Mitsuo Iso, sceneggiatore del tredicesimo episodio della serie. Il nome fa riferimento a Iruel, che viene indicato come l'angelo della paura. Il nome è stato visto come un possibile riferimento al costante senso di terrore che si avverte fra i membri della Nerv durante la sua violazione. In termini biologici il programma di autoestinzione del nemico è accostabile a un processo di apoptosi cellulare; la coesitenza con il Magi System, invece, lo porta in una condizione di simbiosi con i computer della Nerv.
Le proprietà di Iruel, come l'autoreplicazione, l'elaborazione dei dati e l'autoregolazione delle colonie, sono simili a quelle di un assemblatore molecolare universale. Il termine è stato usato per la prima volta dall'ingegnere Kim Eric Drexler nei suoi scritti sulla nanotecnologia molecolare. Nel linguaggio comune indica un microscopico assemblatore fantascientifico capace di costruire atomo per atomo qualunque cosa; se si creasse un esemplare a partire da una molecola proteica tale dispositivo sarebbe capace di autoreplicarsi e costruire altri dispositivi, a sua volta capaci di autoreplicazione. Al giorno d'oggi la costruzione di detto assemblatore universale appare impossibile per la scienza moderna. Secondo la rivista Evangelion Chronicle questo lascerebbe intendere che gli angeli siano tecnologicamente superiori agli esseri umani.

### Leliel
Leliel (レリエル?, Rerieru) è il dodicesimo angelo. Il suo corpo è diviso in due parti, dotate ognuna di diverse caratteristiche fisiche: la prima è una sfera fluttuante striata di bianco e nero, mentre la seconda si presenta simile a un'ombra nera. In realtà il corpo sferico è la sua vera ombra, mentre l'apparente ombra presente a terra è il corpo principale. Il suo diametro è pari a 680 metri, con uno spessore di tre nanometri. Egli estende il proprio AT Field solo in vicinanza del nemico, un processo che coincide con la manifestazione dell'apparente ombra capace di inghiottire la materia che incontra. Tale fisicità è mantenuta tramite un AT Field invertito, al cui interno si estende uno spazio numeroimmaginario chiamato mare di Dirac, cioè una dimensione parallela.
Durante un combattimento l'ombra scura si estende ai piedi dell'Eva-01 e inizia a fagocitarlo, intrappolandolo all'interno del suo spazio, ma non viene chiarito se il suo vero obiettivo fosse l'assorbimento dell'umanoide o un contatto diretto con il suo pilota, Shinji Ikari. Facendo fronte a queste difficoltà la dottoressa Ritsuko Akagi elabora una strategia per distruggerlo e recuperare l'Unità 01. Il piano prevede che tutte le bombe N² esistenti vengano scaricate nell'ombra dell'angelo, intervenendo con gli AT Field dei due Eva rimasti per un millesimo di secondo nello spazio dei numeri immaginari del nemico. Durante il conto alla rovescia per lo sganciamento degli ordigni il corpo sferico galleggiante si spezza e ne fuoriesce l'Unità 01, che causa un'anomalia nel circuito di numeri immaginari, abbattendo il nemico.

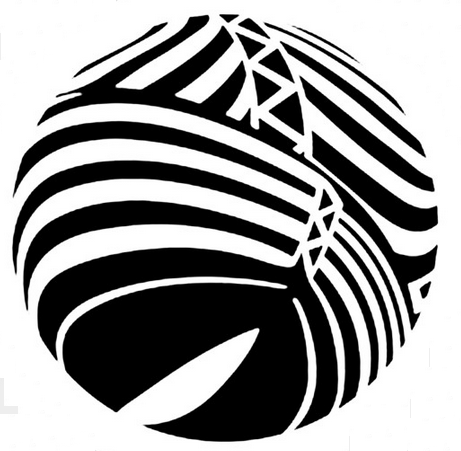
Riproduzione dei motivi geometrici dell'angelo Leliel

Nella tradizione giudaico-cristiana Leliel è l'angelo della notte e in alcuni testi religiosi viene chiamato "principe del concepimento". La nomenclatura allude sia alla sua ombra, nera come la notte, sia alla fuoriuscita dell'Unità 01, che richiama l'immagine di un parto, particolare che conferisce all'angelo di Evangelion le caratteristiche di un grembo materno. Nel motivo geometrico del corpo sferico sono visibili inoltre delle figure geometriche simili a stilizzazioni di genitali femminili. Il nome Leliel (in ebraico ליליאל‎?) significa "mascella di Dio", dettaglio che è stato interpretato come un riferimento alla sua abilità di consumare e fagocitare ogni oggetto che entra in contatto con il suo vero corpo.
Shinji, una volta intrappolato al suo interno, incontra e dialoga con un altro se stesso, che si presume essere Leliel stesso. La scena, ambientata in un treno, fu un'idea dell'assistente alla regia Kazuya Tsurumaki, che si ispirò a un sogno che fece da piccolo. Secondo i filmbook ufficiali della serie inoltre i due Shinji della sequenza rappresenterebbero i concetti psicologici di Io e Super-io. Il mare di Dirac rappresentato nell'anime, ispirato all'omonimo concetto di Paul Dirac, è invece attinto dal romanzo Dieci miliardi di giorni e cento miliardi di notti (億の昼と千億の夜?, Oku no hiru to sen oku no yoru) dello scrittore giapponese Ryū Mitsuse.
L'immagine di un'ombra scura che si aggira in un'ambientazione estiva e il motivo geometrico del corpo sferico dell'angelo sono ispirati al surrealismo e all'op art. L'architetto giapponese Yasutaka Yoshimura ha paragonato il suo design all'opera Fragment 5 di Bridget Riley. Per spiegare la natura dell'angelo e del suo mare di Dirac, inoltre, la dottoressa Ritsuko avanza l'ipotesi che il suo corpo sia formato da stringhe. Virginie Nebbia ha accostato la sua figura a quella di Dada di Ultraman, mentre lo scrittore Dennis Redmond ha notato come anche nel romanzo Neuromante sia presente l'effetto moiré in una scena in cui Case cerca di scappare da una trappola posta da una delle intelligenze artificiali della vicenda.
Nel progetto originale l'episodio di Leliel avrebbe dovuto contenere un semplice scontro bellico tradizionale, seguendo la pista stabilita dalle puntate precedenti; il personale, però, per non svelare subito gli enigmi sulla vera natura dei nemici decise di inserire un episodio con un angelo interessato più agli esseri umani che al loro annientamento. Per lo scontro la Gainax condensò le idee di quella che avrebbe dovuto essere una sorta di trilogia di episodi con la stessa tematica. Nel tredicesimo, intitolato Quello che viene dopo la paura (恐怖の後に来るものは?, Kyōfu no nochi ni kuru mono wa), Shinji sarebbe stato assorbito da un apostolo, mentre l'operazione di recupero avrebbe impiegato tutta la puntata seguente. Nel sedicesimo, Nel cuore del nemico (敵の心の中で?, Teki no kokoro no naka de), un nemico sarebbe per la prima volta entrato in contatto con un essere umano. L'angelo Leliel, nello scenario iniziale, avrebbe selezionato fra i versi di alcuni animali e diverse lingue umane quella giapponese, così da poter comunicare con Shinji. Tsurumaki e il personale della serie cambiarono idea, trovando l'idea di un angelo che conversa con linguaggio umano «troppo anticlimatica» e «da pulp fiction»; fu così che gli autori pervennero allo scenario finale, in cui «Shinji in realtà conversa con se medesimo».

### Bardiel
Bardiel (バルディエル?, Barudieru) è il tredicesimo angelo. La sua natura, simile a quella di un micete o di un batterio viscoso di tipo parassitario, gli permette di infiltrarsi nel corpo dell'Eva-03, trasportato per via aerea dalla divisione statunitense al quartier generale giapponese della Nerv. Il suo periodo di incubazione risulta essere piuttosto lungo, siccome i sintomi ne rivelano la presenza solamente durante l'esperimento di attivazione del mecha, e non prima che il suo pilota, Tōji Suzuhara, sia esposto al contagio; dopo la contaminazione sul dorso dell'unità si apre uno spiraglio, al cui interno sono visibili dei filamenti fusi simili a ifa. Non necessitando di una fonte energetica esterna, inoltre, Bardiel non ricorre alla batteria interna dell'Eva-03. Il suo diagramma d'onda è arancione, come Leliel, fattore che non ne permette l'immediata identificazione.
Durante la sua avanzata verso Neo Tokyo-3 combatte contro lo 00, facendo colare all'interno del corpo dell'unità una sostanza liquida di colore bianco dall'alto potere irritante. Da questo particolare s'intuisce come le sue modalità di attacco non appartengano a un essere singolo che agisce mediante una volontà propria, ma a un aggregato di angeli dalle dimensioni microscopiche pari a quelle di un batterio che cooperano e lavorano in comunità, come Iruel. L'Eva-03 inizia a subire rapide mutazioni morfologiche normalmente impossibili per gli umanoidi, come l'allungamento delle braccia, che nel corso del combattimento diventano di tre volte più lunghe rispetto alle loro normali dimensioni. L'angelo viene sconfitto dall'Eva-01 di Shinji Ikari, attivato tramite un nuovo sistema di pilotaggio chiamato Dummy System, che distrugge l'Evangelion infetto. Nella tradizione mistica ebraica, e in particolare negli scritti di Enoch, Bardiel (in ebraico ברדאל‎?) è il nome dell'angelo che governa la grandine. Nell'angelologia occidentale è considerato l'angelo dei fulmini. Il nome potrebbe alludere alla sua contaminazione, avvenuta durante il passaggio dell'Unità 03 in una coltre di nubi temporalesche. Gran parte delle scene su Bardiel sono state prodotte dalla Production I.G, che aveva già contribuito alla realizzazione delle animazioni per il combattimento contro l'angelo Iruel. La sua figura è stata accostata a quella di Imit Ultraman di Ultraman, dei finti Ultraman controllati dall'alieno Zarab. Nel Rebuild of Evangelion viene presentato nel ruolo di nono angelo.

### Zeruel
Zeruel (ゼルエル?, Zerueru) è il quattordicesimo angelo. Irrompe nella città di Neo Tokyo-3 nel diciannovesimo episodio della serie, immediatamente dopo la sconfitta di Bardiel. Zeruel, al contrario delle fattezze dei suoi predecessori, è pressoché antropomorfo, con un aspetto simile a quello di un uomo mutilato. È dotato di arti superiori e inferiori, entrambi privi di estremità, di un tronco lungo e squadrato e di un'apertura superiore all'altezza del collo simile a un cranio. Nella parte posteriore presenta i segni di un paio di ali, che nell'iconografia classica e popolare sono il simbolo universale delle creature angeliche. In combattimento dà prova di grande forza fisica, tanto da riuscire, primo fra tutti gli angeli della serie, a invadere il Central Dogma. È in grado di mimetizzarsi alle apparecchiature radar, facoltà che gli permette di penetrare nel quartier generale dell'organizzazione senza incontrare ostacoli.
L'angelo dispone di due modalità di attacco principali: la prima consiste in fasci di luce esplosivi che emette dagli occhi e dall'elevata potenza di fuoco, mentre la seconda arma è rappresentata dai suoi sottili arti superiori. Zeruel riesce a muovere le braccia mediante un meccanismo a soffietto come lame, distendendole dalle spalle e riavvolgendole a mo' di fisarmonica dopo aver colpito l'avversario. Benché il nucleo dell'angelo sia esposto al centro del petto, come in molti suoi simili, a differenza degli angeli precedenti possiede una corazza protettiva atta a nasconderlo in caso di pericolo. Usando tale sistema di sicurezza si difende dall'Unità 00 di Rei, che cerca di condurre un attacco suicida a mezzo di una bomba N². Prima che la bomba possa colpirlo Zeruel nasconde il nucleo, mentre lo 00 viene sconfitto. Tale capacità lascia presumere che il nemico fosse cosciente dell'ordigno N² e che esista un qualche sistema di comunicazione tra gli esemplari d'angelo. Viene sconfitto dall'Eva-01, che, entrato nello stato del berserk, lo divora, introiettando il suo elemento S².
La sua prima tecnica d'attacco è simile a quella del Jet Beetle di Ultraman. La scrittrice Virginie Nebbia invece ha accostato la sua figura a un altro nemico di Ultraman, Zetton. Nella tradizione mistica giudaico-cristiana Zeruel, detto anche Cerviel, Zeruch o Zeroel, è l'angelo della forza, in riferimento alla sua elevata potenza fisica. Il suo nome è traducibile in "braccio di Dio", dettaglio al quale è stata collegata la sua seconda tecnica offensiva. I suoi arti, sottili come un foglio di carta, sono stati interpretati come un possibile gioco di parole fra le parole 紙 (?, kami, lett. "carta") e 神 (?, kami, lett. "divinità"). All'ideazione della sua struttura di base ha collaborato il mangaka Yoshitō Asari. Lui stesso dichiarò: «Quando mi venne chiesto di collaborare mi dissero che il corpo dell'angelo doveva apparire lento e impacciato, ma che in realtà era così forte da potersi prendere gioco [dell'Evangelion]».
Per la tematica di base dell'episodio, in cui Shinji sceglie di combattere contro il nemico dopo aver lasciato temporaneamente la Nerv, si ripresero alcune idee inizialmente previste nella quindicesima puntata. Nel Rebuild of Evangelion viene presentato come decimo angelo. Il suo design, nuovamente affidato ad Asari, presenta delle modifiche, eccezion fatta per il teschio, quasi identico a quello della serie classica; nella versione cinematografica dispone di tentacoli simili a fogli di carta, che avvolge attorno al proprio corpo come le fasce di una mummia. Durante il combattimento divora l'Unità 00 con Rei Ayanami, assumendo le sembianze di una figura femminile antropomorfa, ma viene sconfitto dall'Eva-01. Per le sembianze del nuovo angelo gli autori si sono ispirati al mostro King Joe di Ultraseven e a un angelo presente nel progetto originario della serie, un "apostolo-origami" a forma di cubo ispirato al nastro di Möbius. La sua forma antropomorfa femminile invece è ispirata a Riderman di Kamen Rider. Nebbia ha inoltre notato che la battaglia contro Zeruel del Rebuild ricorda il finale di Utena la fillette révolutionnaire

### Arael
Arael (アラエル?, Araeru) è il quindicesimo angelo. A differenza dei predecessori appare e rimane in orbita satellitare geostazionaria per tutta la durata della sua osservazione. Il suo corpo è simile a quello di un volatile luminescente. In un primo momento si limita a mantenersi immobile a distanza costante dalla Terra, dispiegando delle gigantesche ali luminescenti. Asuka Sōryū Langley, con il suo Eva-02, si posiziona al centro di Neo Tokyo-3 per intercettarlo, ma l'essere incomincia a erodere la sua mente mediante un'onda che i radar non riescono a rilevare per la mancanza di una concomitante reazione interna di energia termica. Un simile stratagemma, privo di forza bruta ma egualmente capace di scuotere psicologicamente i piloti dei mecha, è rintracciabile nei successivi Armisael e Tabris.
Secondo la dottoressa Ritsuko il metodo d'attacco di Arael potrebbe essere un tentativo di «indagare l'animo umano» e di contattare il pilota dell'unità. L'emissione energetica del fascio di luce ha una lunghezza d'onda nello spettro del visibile, un fenomeno ascrivibile alla presenza di un AT Field dalle caratteristiche sconosciute. L'angelo fa rivivere ad Asuka i suoi traumi infantili, facendola inabissare nel proprio inconscio, nel probabile tentativo di indagare la lunghezza d'onda mentale di un uomo apprendendone i meccanismi e rendere inoffensivo il bersaglio a bordo dell'Evangelion. L'Unità 02 e lo 00 provano a sferrare dei colpi con le proprie armi da fuoco, ma tutti i tentativi vengono vanificati dal suo AT Field. Arael, se fosse apparso in orbita satellitare cosciente della gittata di fuoco dei nemici, risulterebbe essere strategicamente superiore alla Nerv. Viene sconfitto dall'Eva-00, che scaglia in orbita l'arma detta lancia di Longinus, capace di raggiungere l'orbita in pochi istanti e riuscire a distruggere senza difficoltà l'AT Field dell'essere celeste.
Virginie Nebbia ha paragonato Arael a Perolynga di Ultraseven e il suo tentativo di indagine della psiche di Asuka a Solaris, protagonista dell'omonimo romanzo. Nella tradizione mistica giudaico-cristiana Arael viene considerato l'angelo degli uccelli, interpretazione che sembra coincidere con le sembianze dell'angelo di Neon Genesis Evangelion, simili a quelle di un rapace. Il nome Arael (in ebraico אראל‎?) può essere tradotto come "luce" o "vista di Dio", dettaglio interpretato come un riferimento al fascio di luce tramite il quale attacca la psiche di Asuka. Nel libro di Enoch viene presentato come l'angelo della visione. Durante la produzione della serie il suo ruolo ha subito delle modifiche. Nel progetto originale Arael era pensato per apparire nel diciannovesimo episodio, avrebbe usato le sue dodici ali semitrasparenti come arma da taglio ad alta frequenza e sarebbe apparso all'interno dell'atmosfera terrestre. Le unità Evangelion per far fronte alla sua potenza avrebbero dovuto affrontarlo in uno scontro aereo, in cui Shinji avrebbe tentato di salvare Asuka. Per realizzare le sequenze della battaglia psicologica fra l'angelo e Asuka gli autori potrebbero essersi ispirati alla psicologia della Gestalt, e in particolare alla teoria del campo dello psicologo tedesco Kurt Lewin, secondo la quale ogni individuo è parte di un contesto in cui ciascuno crea la propria realtà.

### Armisael
Armisael (アルミサエル?, Arumisaeru) è il sedicesimo angelo, il penultimo ad apparire nella serie originale. Inizialmente è dotato di un corpo luminescente e una forma circolare non ben definita; in seguito si stabilizza in aria al di sopra della valle di Ōwaku, limitandosi a ruotare intorno al proprio asse. Una volta arrestata la propria rotazione l'angelo realizza di getto una metamorfosi e si apre a forma di stringa, sembianze in cui è capace di allungare il proprio corpo e di compiere movimenti particolarmente veloci. Sfruttando la propria velocità sferra un attacco contro l'Unità 00, perforandone il corpo all'altezza del grembo.

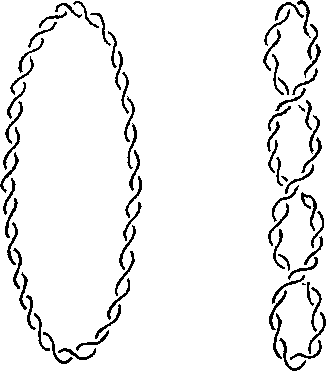
La forma iniziale di Armisael ricorda la doppia elica del DNA umano

L'angelo ricerca un contatto fisico e mentale con l'obbiettivo, violando le componenti dell'unità, guidata dal pilota Rei Ayanami. Si ipotizza che Armisael prosegua l'incursione psichica di Arael, volta a consumare la mente del pilota dell'Unità 02, lanciandosi in un attacco comunicativo con Rei mirato a condividerne i sentimenti e l'anima. Rei, penetrata dal nemico, perde i sensi e nel livello più profondo della sua coscienza incontra un'altra se stessa, cioè Armisael medesimo, che le parla con dolcezza usando le parole provenienti dal suo stesso inconscio. L'angelo chiede alla ragazza di unirsi con lui, così da alleviare il dolore causato dalla contaminazione. Ayanami, dopo essersi risvegliata, attiva un processo di autodistruzione della propria unità, portando fuori controllo il nucleo dello 00 e causando un'inversione dell'AT Field. L'umanoide provoca un'esplosione così violenta da inglobare e annientare l'essere angelico e distruggere gran parte di Neo Tokyo-3.
Armisael (in ebraico ערמיסאל‎?) negli scritti esoterici è l'angelo del grembo; nella tradizione ebraica, inoltre, una donna potrebbe alleviare il dolore del parto invocandone il nome. Durante la battaglia sulla schiena dello 00 si sviluppa un organismo eteromorfo con contorni che richiamano le forme degli angeli precedenti. Se ne deduce, dunque, che Armisael racchiuda in sé le informazioni genetiche degli altri angeli. La sua forma, simile a un anello a doppia elica, ricorda la struttura genetica degli esseri umani o una superficie matematica non orientabile, come il nastro di Möbius o la bottiglia di Klein, in cui non è possibile stabilire un interno o un esterno perché esiste un solo lato e un solo bordo.
Poco prima dell'esplosione e della sconfitta del nemico l'Eva-00 assume la sagoma di Rei Ayanami, mentre Armisael si dispone sul suo capo come un'aureola di luce, attributo iconografico cristiano degli angeli o dei santi. Non viene chiarito se tale forma costituisca o meno la vera fisionomia dell'Unità 00, o se sia invece il frutto del controllo di Armisael o una delle sue possibili evoluzioni. Armisael, confermando l'ipotesi di una comunicazione fra i vari esemplari d'angelo, memore delle esperienze dei suoi predecessori Leliel e Arael, dimostra di essere a conoscenza della psiche umana. Durante lo scontro viene scalfito dal Prog-Knife dello 01, emettendo un verso simile a un grido umano.

### Tabris
Tabris (タブリス?, Taburisu) è il diciassettesimo angelo, l'ultimo ad apparire in Neon Genesis Evangelion. Nella serie animata è noto con il nome di Kaworu Nagisa, nuovo pilota dell'Eva-02. Dopo essere giunto a Neo Tokyo-3 si impossessa dell'unità nel tentativo di introdursi nella zona più profonda del quartier generale della Nerv, ove crede sia custodito Adam, la cui anima è stata impiantata nel suo corpo. Alla scoperta della vera identità del gigante bianco custodito nella Nerv, Lilith, egli decide di interrompere il proprio attacco e affida il suo destino all'Unità 01 di Shinji, diretta al suo inseguimento, lasciandosi uccidere. Secondo il Nuctemeron di Apollonio di Tiana Tabris è un demone, uno dei geni della sesta ora e angelo del libero arbitrio. Il Tabris di Evangelion, riprendendo la funzione delle antiche fonti religiose, sceglie di morire per mano di Ikari, lasciando sopravvivere l'umanità. Lo stesso Nuctemeron cita un demone della terza ora chiamato Cahor, pronunciato Kahoru (カホル?) in giapponese, indicato come l'angelo dell'inganno, particolare che potrebbe essere collegato alle sue ingannevoli sembianze antropomorfe.
Virginie Nebbia ha paragonato la figura di Kaworu a quella di Perolynga e Metron di Ultraseven. Come Arael e Armisael, che hanno tentato di entrare in contatto con gli animi di Asuka e Rei, Kaworu cerca di toccare i pensieri di Shinji, ma tramite un pacifico scambio umano anziché un attacco aperto, usando parole ed espressioni per dimostrare i propri sentimenti amichevoli. Egli sostiene che gli AT Field sono «le mura dell'animo» che tutti possiedono, dunque egli neutralizza l'AT Field di Shinji eliminando il muro attorno al suo cuore. Seguendo gli angeli precedenti, che hanno assunto varie forme, come Sandalphon, inizialmente ritrovato sotto forma di un embrione umano, Tabris ha assunto la forma d'uomo raccogliendo informazioni dai suoi predecessori.

## Rebuild of Evangelion
Nella tetralogia cinematografica Rebuild of Evangelion vengono introdotti numerosi angeli e quelli apparsi nell'anime originale hanno una numerazione differente. Nei capitoli della saga sono stati realizzati con modelli tridimensionali e in computer grafica, con l'eccezione del nono e del decimo angelo, basati su Bardiel e Zeruel. Quando gli angeli vengono uccisi compare un arcobaleno; il simbolo potrebbe fare riferimento alla Genesi, secondo la quale esso fu posto nel cielo da Dio come testimonianza del Suo patto con Noè. Il simbolo dell'arcobaleno compare anche dopo la morte di Gorbagos in Kaettekita Ultraman e in Tokyo: The Last Megalopolis, lungometraggio diretto da Akio Jissōji. Nel Rebuild, a differenza della serie classica, non hanno nomi; secondo Masayuki i loro nomi vennero esclusi in fase di sceneggiatura perché fra il personale essi non venivano mai usati, ricordandoli a stento. I nuovi esseri che compaiono nei lungometraggi sono:
- Il terzo angelo (第3の使徒?, Dai-3 Shito). Il suo corpo si presenta simile a uno scheletro di un serpente, ed è pertanto costituito di sole ossa. È dotato di quattro piccoli arti per la deambulazione, un Entry Plug[408], una coda e un lungo collo simili ad ali che usa per volare[409]. Viene dissotterrato dal permafrost, tra i ghiacci perenni del Paleartico, e viene sigillato dalla filiale europea della Nerv per essere sottoposto a ricerche ed essere dissezionato[94]. Per abbattere i propri nemici si serve di alcuni raggi luminosi, che usa poi per combattere contro l'Eva-05[410]. Lo scontro avviene nella base di Betania e segna la sua sconfitta[411]. Il suo design di base è stato ideato da Hideaki Anno stesso. Durante la produzione egli pensò di conferirgli la capacità di sputare acido, prendendo ispirazione dal mostro Stegon (ステゴン?) di Ultraman. Egli chiese a Mohiro Kitō di ridefinirne l'aspetto, suggerendo di creare qualcosa nello stile di Narutaru[279]. Secondo Nebbia il suo design potrebbe costituire inoltre un omaggio a Seabosu di Ultraman[412].
- Il settimo angelo (第7の使徒?, Dai-7 Shito). Ha una forma simile a quella di un orologio a pendolo, con una testa identica alla maschera di Sachiel, capace di ruotare meccanicamente come le lancette di un orologio. Dispone di un finto nucleo oscillante che usa come esca e di uno autentico nascosto all'interno del corpo. Si muove congelando la superficie marina, utilizzando l'acqua per abbattere i nemici, e viene sconfitto dall'Eva-02[413]. Riprende il ruolo di Gaghiel, che compariva nell'ottava puntata della serie classica. Il settimo angelo venne inserito nel lungometraggio per necessità tecnica; i genga o key frame dell'ottavo episodio andarono persi, e dunque l'intero scenario dell'arrivo di Asuka venne ripensato dal personale del Rebuild. Il suo design, ideato dal regista della seconda unità Daizen Komatsuda[414], riprende quello di un drinking bird[94]. Il volto della creatura è opera dell'animatore Shigeto Koyama, mentre il corpo, ideato da Anno, è ispirato al palazzo della Toshiba IHI dell'Expo 1970 di Osaka[415].
- Il dodicesimo angelo (第12の使徒?, Dai-12 Shito), introdotto in Evangelion: 3.0 You Can (Not) Redo[416]. Presenta la forma di un insieme di filamenti neri che fuoriescono dal Mark.06 e viene divorato dall'Evangelion 13.

## Altri media
Gli angeli appaiono nelle opere tratte da Neon Genesis Evangelion con sembianze e ruoli diversi. Ad esempio, nella trasposizione a fumetti della serie, disegnata dal character designer Yoshiyuki Sadamoto, Sandalphon, Matarael, Iruel e Leliel non compaiono e il numero degli esseri è ridotto a soli dodici esseri. Ulteriori differenze vengono introdotte nel manga Evangelion: Cronache degli angeli caduti, in cui sono raffigurati come delle creature che prendono possesso dei corpi di persone decedute per cercare di ottenere delle gemme chiamate "nuclei".
Nel videogioco Shin seiki Evangelion - 2nd Impression viene introdotto un angelo chiamato "Angelo originale" (オリジナル使徒?, Orijinaru Shito). L'angelo nel corso degli eventi si presenta in tre forme differenti. Nella prima forma il nemico presenta un corpo formato da piastre a forma di disco dalle quali spuntano piccoli aculei simili a forbici e, sul fondo, degli arti simili a quelli di un insetto; quando viene attaccato l'Angelo originale si disperde, evitando i colpi degli Evangelion, e ritorna al proprio stato iniziale. Dopo una metamorfosi si trasforma in una pupa, per poi evolversi nella forma finale, simile a quella di un insetto volante; nella sua terza forma l'angelo riesce a dividere l'AT Field e assorbe l'energia delle unità Evangelion. Nel corso del videogioco viene affrontato da tutti e tre gli Eva della Nerv, infliggendo gravi danni allo 00 e allo 02.
In uno degli scenari del videogioco Shinji viene quasi sconfitto in combattimento, ma l'Unità 01 va in stato di berserk e lo affronta in combattimento. Il suo corpo, che in realtà è una ombra immateriale senza sostanza, gli permette di rianimarsi dopo ogni apparente sconfitta. Il suo nucleo si nasconde all'interno di una ragazza chiamata Mayumi Yamagishi. All'angelo in un altro scenario viene permesso di assorbire tutta l'energia dello 01, così da farlo andare in sovraccarico; in questo modo il nemico viene abbattuto definitivamente. Il suo design è stato curato da Mahiro Maeda, che aveva già fatto parte del personale della serie classica.
Nel gioco da tavolo Neon Genesis Evangelion RPG (新世紀エヴァンゲリオンRPG?, Shinseiki Evangerion RPG), pubblicato dalla Kadokawa Shoten, oltre a Sachiel, Shamshel, Ramiel, Gaghiel, Israfel, Materael e Sahaquiel compaiono due angeli mai apparsi nella serie animata originale. Il primo, Iblis (イブリース?, Iburīsu), ha le sembianze di un mollusco di colore viola. Sulla parte superiore del guscio presenta un motivo grafico riconducibile alla stilizzazione di un occhio. Il secondo, chiamato Barakijal (バラキエル?, Barakieru), ha una forma simile a quella di una sfera di colore arancio. Ulteriore nemici compaiono in un altro gioco da tavolo chiamato Shinseiki Evangelion RPG Kessen! Daisan Shin Tōkyō Shi (新世紀エヴァンゲリオンＲＰＧ 決戦！第３新東京市? lett. "Nuovo secolo Evangelion RPG Battaglia decisiva a Neo Tokyo-3"): Adovaquiel (アドヴァキエル?, Adovuakieru), simile a una spora acquatica che spara proiettili energetici; Zefon (ゼフォン?), un angelo umanoide dotato di un cannone energetico di protoni; Atalibu (アタリブ?, Ataribu)), simile a un dinosauro, che attacca tramite artigli, e Azrael (アズラエル?, Azuraeru), a forma di virus e capace di attaccare manipolando la forza di gravità.
Gli angeli sono stati usati, oltre che nei videogiochi tratti dall'opera televisiva, in altri giochi distaccati dal franchise di Evangelion, come in MapleStory, Kaku-San-Sei Million Arthur (拡散性ミリオンアーサー?, Kakusan-sei Mirion'āsā), pubblicato dall'azienda Square Enix, Monster Hunter Explore della Capcom e nei due prodotti videoludici Princess Punt Sweets (ケリ姫スイーツ?, Keri hime suītsu) e Summons Board della GunHo Online Entertainment. Nel videogioco Divine Gate della stessa casa di produzione gli angeli del Rebuild vengono raffigurati in vesti antropomorfe e con nomi differenti. Un nemico simile agli angeli di Evangelion compare in un episodio dell'anime Shinkansen henkei robo Shinkalion, il cui design unisce quello di diversi angeli del Rebuild.

## Interpretazioni e riferimenti culturali
Lo scrittore e critico d'animazione Patrick Drazen ha la cosmologia della serie, paragonandola a quella shintoista presentata nei testi del Kojiki e del Nihon shoki. Secondo Drazen la cosmogonia proposta da Anno, nonostante i riferimenti giudaico-cristiani, presenterebbe un forte impianto giapponese di fondo. Egli ha paragonato il First Impact, e più in particolare la presenza della Luna Bianca degli angeli e della Luna Nera dell'umanità, al mito giapponese sull'origine del mondo, secondo cui il cosmo sarebbe nato da un brodo primordiale caotico simile a un uovo, dal quale si sarebbero poi separati la luce e l'oscurità. La lancia di Longinus inoltre è stata paragonata ad amenonuhoko (天沼矛? lett. "lancia ingioiellata celeste"), la lancia dei due kami creatori Izanagi e Izanami; secondo il mito con amenonuhoko le due divinità creatrici avrebbero formato la prima isola dell'arcipelago giapponese. Drazen, notando come la Luna Nera venga posta nella penisola di Izu, ha interpretato la mitopoiesi della serie come «una cosmogonia secondo la quale l'intera vita umana sulla Terra scaturisce dal Giappone», o «una versione altamente tecnologica del Kojiki».
Per gli scrittori Jonathan Clements e Helen McCarthy l'uso di simboli religiosi occidentali, come le esplosioni cruciformi generate dagli angeli, porterebbero a pensare alle credenze occidentali come a un'invasione aliena all'interno di Eva, ma a loro dire i simboli affonderebbero le radici in degli approfondimenti personali di Anno sugli archetipi e la psicologia junghiana. Gli scrittori hanno inoltre interpretato Evangelion come una riproduzione della guerra del Pacifico dal punto di vista giapponese, soprattutto per quanto riguarda gli eventi apocalittici finali. Susan J. Napier, critica e scrittrice statunitense, ha invece collegato le creature mostruose di Evangelion e altri anime al trauma della bomba atomica subito dal popolo giapponese dopo Hiroshima e Nagasaki. Per il ricercatore Marcello Ghilardi essi rifletterebbero i sentimenti di una parte della gioventù giapponese dei Novanta, un'epoca in cui la società giapponese era nel pieno della crisi economica e dove «la capacità di reazione e di fiducia nel futuro sembrava svanita», mentre l'impossibilità di identificare chiaramente l'origine delle difficoltà rendeva la società paralizzata, «preda di un senso di attesa e di precarietà».
I critici hanno paragonato gli angeli ai kaijū, mostri tipici della fantascienza giapponese. I recensori di Anime Academy hanno invece collegato Evangelion ad altri prodotti monster of the week precedenti, come Sailor Moon e Power Rangers, rintracciando delle influenze in Macross e nelle opere di Gō Nagai. Anche la rivista d'arte Real Time ha analizzato gli angeli, descrivendo il loro design come un riflesso di una serie di archetipi antichi e moderni, paragonandoli ai dipinti aztechi, ai murali di Joan Miró e ai cubi di Donald Judd. Ramsey Isler di IGN ha invece interpretato le battaglie contro i nemici come una metafora dei tentativi di Anno di sconfiggere i propri demoni interni e la propria depressione.
La studiosa Mariana Ortega, notando come la Lilith mitologica rappresenti "l'Altro Lato", «una specie di mondo oscuro in cui i desideri libidici e inconsci profondi non vengono controllati», ha interpretato Evangelion come un possibile racconto di «lotte psichiche fra Io e inconscio, ombra junghiana e anima/animus». Secondo Ortega, inoltre, lo scopo della Nerv, la Seele e gli angeli sarebbe una sorta di ritorno al grembo materno. Altri studiosi hanno descritti gli angeli come una rappresentazione dell'Altro che Shinji deve affrontare per poter formare la propria identità. La scrittrice giapponese Kotani Mari inoltre ha interpretato i nemici come una rappresentazione del concetto di abiezione formulato dalla filosofa Julia Kristeva. Susan Napier, notando come gli angeli siano «esplicitamente associati» a Gendō nel corso della serie, li ha descritti come delle «figure paterne». Lo stesso Hideaki Anno ha paragonato Gendō e il primo angelo Adam a delle figure paterne, dicendo di aver voluto ricalcare il complesso edipico postulato da Sigmund Freud:
(Hideaki Anno)

## Accoglienza

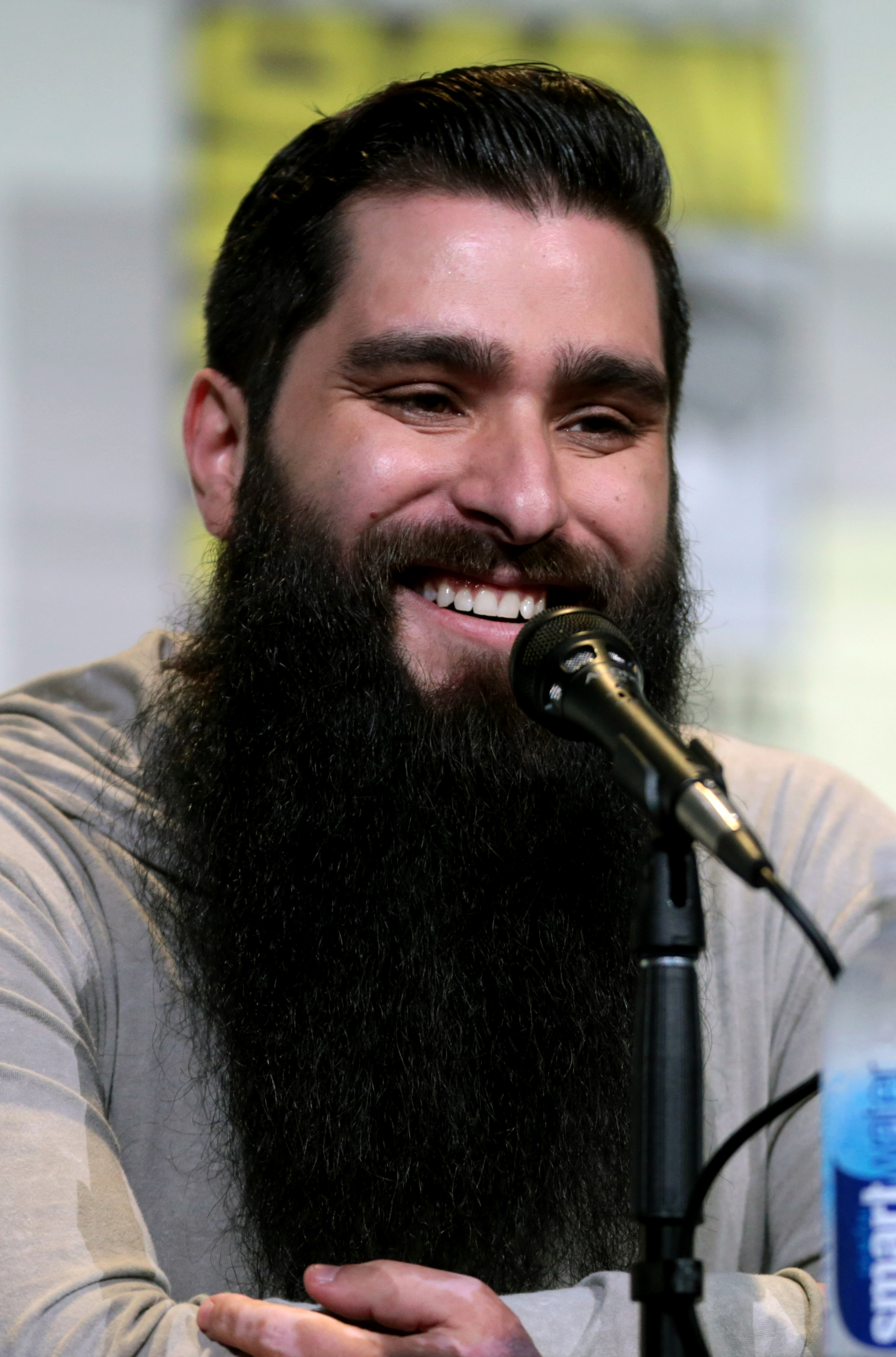
La fisionomia di Sachiel ha ispirato il regista Jordan Vogt-Roberts per l'ideazione del mostro Strisciateschi di Kong: Skull Island

Il design e i combattimenti degli angeli hanno ricevuto giudizi positivi da parte della critica e del pubblico di appassionati. Nel 2017 la testata giornalistica Livedoor News ha aperto un'indagine sugli angeli più apprezzati dal pubblico giapponese; nel sondaggio Adam e Ramiel si sono posizionati rispettivamente al primo e al secondo posto. Il periodico, parlando delle possibili ragioni della popolarità di Ramiel, ha parlato della bellezza delle sue sembianze geometriche, dispiacendosi per la bassa posizione conquistata da Arael, apparso all'undicesimo posto. Nick Creamer di Anime News Network ha elogiato invece il primo scontro contro Sachiel, definendo la sua faccia a disco «iconica». Creamer ha espresso parole di encomio per le battaglie contro i vari angeli, descrivendole come «un'accattivante combinazione di riconoscibili design inquietanti di mostri giganti, configurazioni tattiche fantasiose e bellissime e splendide animazioni dei combattimenti».
La battaglia sincronizzata contro Israfel ha ricevuto un'accoglienza positiva da parte dei recensori e dei critici. Comic Book Resources ha descritto il combattimento come «una delle scene d'azione migliori dell'intera serie». Anche lo scontro contro Bardiel e quello contro Zeruel hanno suscitato pareri positivi. La rivista statunitense Anime Invasion ha inserito la battaglia di Zeruel all'ottavo posto fra i combattimenti più belli della storia dell'animazione giapponese. Martin Theron di Anime News Network e Nicoletta Browne di T.H.E.M. Anime Reviews hanno espresso alcuni commenti positivi in proposito al loro design, giudicandolo «stupefacente». Justin Sevakis di Anime News Network ha apprezzato l'omissione dei loro nomi nei capitoli del Rebuild of Evangelion, eliminando così i riferimenti giudaico-cristiani della serie originale, giudicati «confusionari».

### Influenza culturale emerchandising
L'immagine degli angeli è stata sfruttata per produrre diversi articoli di merchandising, come action figure, magliette, fermacarte, borse, abbigliamento intimo, modellini collezionabili e prodotti culinari. Nel 2005, per celebrare il decimo anniversario della prima messa in onda della serie, il mangaka Mine Yoshizaki l'ha omaggiata progettando diverse action figure degli angeli in sembianze antropomorfe per una linea intitolata Angel XX; fra i vari modelli ha ideato dei pupazzetti di Lilith e Sachiel ispirati al character design di Rei Ayanami. Il sito web Evastore, distributore ufficiale di articoli e beni di consumo ispirati a Neon Genesis Evangelion, ha adottato come propria mascotte un angelo chiamato Yuru-Shito, poi usato per dei prodotti e per un gioco di ruolo ufficiale sulla serie.
Secondo Guido Tavassi, studioso e critico di animazione giapponese, il «rivoluzionario» aspetto degli angeli può essere annoverato fra le numerose innovazioni stilistiche introdotte dall'anime, «[che] propone una completa astrazione delle forme dei nemici, [...] con una scelta che avrà un impatto enorme sul design delle serie del genere [mecha] successive». Il design di Matarael ha ispirato Nobuhiro Watsuki per la creazione del costume con occhi di Usui Uonuma, uno dei personaggi del manga Kenshin - Samurai vagabondo. Leliel invece ha ispirato Yūichirō Oguro per la creazione dei nemici di Gekiganger 3, cioè gli alieni dell'Impero Kyo'akk, provenienti da una dimensione chiamata "Oscuro universo delle stringhe". Anche i creatori di Avatar - La leggenda di Aang hanno preso ispirazione dagli angeli di Evangelion per il design del panda Hei Bei.
Jonathan Clements e Helen McCarthy hanno rintracciato una possibile influenza di Evangelion sui Dolem, principali antagonisti di RahXephon. Per Tasha Robinson di Sci Fi Weekly anche gli Angeli delle Tenebre di Aquarion sarebbero stati influenzati dagli angeli di Eva. Jemima Sebastian di IGN ha paragonato una scena di Godzilla vs. Kong in cui King Kong subisce un attacco sottomarino di Godzilla al combattimento fra Gaghiel e Eva-02 presente nell'ottavo episodio della serie. La stessa autrice ha inoltre notato come un'evoluzione di Algomon presentata nell'anime Digimon ricordi il design di alcuni angeli di Evangelion. Anche il mostro Jean Jacket del lungometraggio Nope trae ispirazione dagli angeli di Evangelion. Il suo aspetto è stato accostato da più fonti a quello dell'angelo Sahaquiel. I creatori del videogioco Genshin Impact inoltre hanno tratto ispirazione dal design di Ramiel per l'ideazione di alcune forme di vita chiamate Hypostasis.